# 国民社会主義ドイツ労働者党
- 国家社会主義ドイツ労働者党
- 民族社会主義ドイツ労働者党

国民社会主義ドイツ労働者党（こくみんしゃかいしゅぎドイツろうどうしゃとう、ドイツ語: Nationalsozialistische Deutsche Arbeiterpartei  発音）は、1920年から1945年まで存在したドイツの極右政党
であり、ナチズム（国民社会主義）を掲げた。前身は1919年に結成されたドイツ労働者党（DAP）で、翌1920年に改称された。公式の略称は、NSDAPである。一般にナチス、ナチ党、ナチス党などと呼ばれる（詳細は#名称を参照）。
NSDAPは、第一次世界大戦後のドイツで台頭した極端なドイツ民族主義（フォルキッシュ民族主義）、人種差別主義、ポピュリスト、義勇軍文化から生まれ、共産主義から労働者層を引き離し、民族主義に取り込むことを目的として設立された。当初の党の政治戦略は、反大企業・反ブルジョワジー・反資本主義的な社会主義的レトリックを用いて下層中産階級の支持を獲得しようとしたが、後にその主張は後退し、企業経営層の支持を得る方向へ転じた。1930年代には、反ユダヤ主義や反マルクス主義が党の中心的な主張となった。党は当初、国民の間でほとんど支持を得られなかったが、世界恐慌による生活水準の低下や失業の拡大が極端な政治思想への支持を広げる中で勢力を拡大した。
ナチズムの根幹には、「民族共同体」という人種的排他主義の理念があり、政治的反対者、身体的・知的障害者、異人種を排除し、「人種的に望ましい」とされるドイツ人のみを国民共同体の構成員とみなした。NSDAPは、アーリア人種を頂点とする「優生学的純化」や社会福祉政策、個人の権利より国家・民族共同体を優先する理念を掲げ、民族の強化を図ろうとした。アーリア人種の純粋性と強さを守るため、ユダヤ人、ロマ、障害者、同性愛者、エホバの証人、政治的反対者らから権利を剥奪し、隔離し、最終的には絶滅させようとした。党が支配するドイツ国家は「最終解決（ホロコースト）」として、約600万人のユダヤ人や数百万の他の対象者を大量虐殺する組織的なジェノサイドを実行した。
アドルフ・ヒトラーは1921年から党首を務め、1933年1月30日にパウル・フォン・ヒンデンブルク大統領よりドイツ国首相に任命され、その後すぐに権力を掌握した。ヒトラーは全体主義体制である「第三帝国」を樹立、絶対的な権力を持つ独裁者となった。
第二次世界大戦におけるドイツの敗北後、NSDAPは非合法化され、連合国により非ナチ化が進められた。多くの幹部がニュルンベルク裁判で人道に対する罪等で有罪判決を受け、処刑された。党のシンボルは現在もドイツやオーストリアを含む多くの欧州諸国で法的に禁止されている。

## 概要
1924年5月4日総選挙では急進右翼組織 （極右）、1930年9月の選挙戦以降左翼以外の広範な支持を集める国民政党となり、ヴァイマル共和政末期には包括政党の色彩が強くなった。その運動およびイデオロギー、思想原理、理念・支配形態一般をナチズムという。
派生用語として生まれた「ネオナチ」は、ナチズムとは別に極右民族主義や反共産主義などの極右思想の組織、また個人等を包括的に表す言葉として国際的に使用される。人種を問わず多岐に存在し、これら政治組織、軍事組織/準軍事組織、テロ組織等は、アメリカ合衆国国務省、連邦捜査局（FBI）、国連人権高等弁務官事務所（OHCHR）、日本の公安調査庁等が警告している。
ヒトラーは党名について「民族的（national）」とは「民族全体に対する無限のあらゆるものを包む愛情、必要とあればそのために命をも投げ出すこと」、「社会主義的（sozialistische）」とは「民族同胞のための労働という倫理的義務」、「労働者（Arbeiter）」とは「体を使って働かない人」に対して「体を使って働く人」、「労働を軽視するユダヤ人に対して労働を恥じないゲルマン人」を意味すると説明した。一般にナチス、ナチ党、ナチス党などと呼ばれる（詳細は#名称を参照）。なお、今日この政党や党員、またはその政権を表す通称として世界で定着しているナチ (Nazi、ナーツィ)、およびその複数形のナチス (Nazis、ナーツィス) といった呼称は、National-sozialistischeの部分から採られた略称であり、元来は敵対・反対勢力によって用いられた蔑称・卑称であった。
日本では、国家社会主義ドイツ労働者党、国民社会主義ドイツ労働者党、民族社会主義ドイツ労働者党というように少なくとも3つの訳が通用しており、それぞれ少しずつニュアンスが異なってくる。また、国粋社会主義ドイツ労働者党などとも訳される（詳細は訳語参照）。
1919年1月に前身のドイツ労働者党（DAP）が設立され、1920年に改称した。1921年に第一議長に就任したアドルフ・ヒトラーは、党内でフューラー（独：Führer、指導者、総統）と呼ばれるようになり、指導者原理に基づくカリスマ的支配を確立していった。
結党以来長らく野党であったが、1929年の世界恐慌以降国民の社会不安を背景に支持を拡大し、1932年7月の国会選挙で国会の第一党となった。
1933年1月30日にヒトラーが首相に任命されたことで政権与党となり（ナチ党の権力掌握、ナチス・ドイツ成立）、一党独裁体制を敷いたが、1945年の第二次世界大戦の敗戦（欧州戦線における終戦 (第二次世界大戦)#ドイツの降伏）で事実上消滅し、被占領中に連合国によって禁止（非合法化）された（連合軍軍政期 (ドイツ)：非ナチ化）。

## 名称

### 正式名称
前身の党は「ドイツ労働者党」（ドイツ語: Deutsche Arbeiterpartei）であったが、1920年党の実力者となったヒトラーが改名を主張し、ルドルフ・ユングがオーストリアの「ドイツ国民社会主義労働者党（Deutsche Nationalsozialistische Arbeiterpartei）」の命名パターンに従うことを要求した。討議の結果、「Nationalsozialistische Deutsche Arbeiterpartei （ナツィオナールゾツィアリスティシェ・ドイチェ・アルバイターパルタイ）」の党名が採用された。2月22日付のビラでアントン・ドレクスラーがこの党名を使用し、2月末に正式に党名変更されたが、党書記が使用し始めたのは4月18日になってからであった。

### 略称
「ナチ（Nazi、ナーツィ）」という略称は「National-sozialist（ナツィオナール・ゾツィアリスト）」の発音を短く縮めたものであり、対立党派であるドイツ社会民主党員を指す「Sozialdemokrat」および社会主義者を指す「Sozialist」の略語である「ゾチ（Sozi、ゾーツィ）」との類推で造られた 。「ナチス（Nazis、ナーツィス）」はその複数形である。元来はヴァイマル共和政時代に対立する党派がナチ党員および国民社会主義者に蔑称として付けたものである。したがって、映画などの創作で、ナチ党員が自らを「ナチ」や「ナチス」と呼ぶのは本来は誤りであり、実際には党名の略称である「NSDAP（エンエスデーアーペー）」、「NS（エンエス）」、或いは単に「Partei（パルタイ）」と呼び、党員同士は「党同志」を意味する「Parteigenosse（パルタイゲノッセ）」、もしくはその略語「PG（ペーゲー）」、「同志」を意味する「Kamerad（カメラート）」などと呼び合った。
しかし、ナチスという呼称はドイツ国外でも第二次世界大戦前から広まっており、党の通称として反対・賛成する勢力を問わず広く用いられた。日本でもナチおよびナチスの呼称が当時から使用されている。現在は他の非ドイツ語圏でもナチス・ドイツなどの呼称が広く使用されており、ドイツ語にも同様の「Nazi-Deutschland」などの用語もあるが、分断時代の西ドイツにおいても「NSDAP」などの呼び方が一般的であり、ナチスの名称はほとんど用いられなかった。また、上述のNSを接頭語にして、例えばドイツ歴史博物館が運営する生きている博物館オンライン（LeMO）では、1933年から1939年の時代を指し示す用語として「NS-Regime（エンエス・レジーム）」、党の指導者を示す用語として「NS-Führung（エンエス・フュールング）」などの造語が用いられている。

### 訳語
邦訳は、「Nationalsozialismus」の「National」の解釈の違いにより「国民社会主義ドイツ労働者党 」のほか、「国家社会主義」、「国粋社会主義」なども使用される。日本の高校歴史教科書では「国民- 」とするのが主流となっている。同様に、同党が掲げた主義思想も「国民- 」、「民族- 」などの訳語が使用されている。
略称の日本語訳は、「ナチス」の他、戦前・戦中は「国粋社会党」「国民社会党」なども使用された。
また「Arbeiterpartei」の部分について「労働者党」ではなく「労働党」と訳す例もある。
教育史学者の小峰総一郎によると、「„nationalsozialistisch“‌の訳語として『民族社会主義の』『国家社会主義の』も誤りではないが、近年では『国民社会主義党（ナチ党）の』『ナチズムの』『ナチスの』のように、ヒトラーの『ナチ党』（＝『国民社会主義ドイツ労働者党』 Nationalsozialistische Deutsche Arbeiter Partei  <NSDAP>）を表す簡明な表現が一般的となっている。」と形容詞表現の用法について述べた。
なお中国語では「民族社會主義德意志工人黨」や「國家社會主義德意志工人黨」や「國家社會主義德國工人黨」など。略称は「納粹黨」。最初「Nazi」は上海語の発音に基づいて「南尖」（[nø tɕi]）と訳していたが、後に当時駐在ドイツ武官を務めていた国民革命軍少将の酆悌が「納粹」と訳した。「納粹」（[nɑ̂ tsʰwêɪ]）は「Nazi」（[ˈnaːtsi]）という音を表すとともに、「精粋を納める」という意味を表す。肯定的な意味を持つ「納粹」という単語は「Nazi」を訳すときに使われていたが、現在では「納粹」が固有名詞として使われるようになり、肯定的な意味を持っていない。

#### 「国家社会主義」は誤訳か否か
ナチス・ドイツ時代のメディアなどを研究する佐藤卓己は、「国民社会主義」と訳すべきと主張する。佐藤は、「National」を「国家-」とするのは誤訳であり、現代ドイツ史の専門家でこのように訳す者はいないと主張する。佐藤はさらに、「国家- 」と誤訳され続ける背景には「国家の責任のみ追及して国民の責任を問おうとしない心性」があると主張する。

#### 「国民社会主義ドイツ労働者党」とする主張とその理由
ドイツ近現代史専門の石田勇治によると「National」は「国家（Staat）ではなく、国民あるいは民族という意味で用いられている」という。石田は、「ナチズムは国家ではなく、国民・民族を優先する思想」であり、党名を「国家- 」と訳すとそのナチズムの本質を見誤ってしまうため、日本語訳は「国民- 」とすべきと主張する。石田によれば、国民社会主義における「国民主義」とは「民族を軸に国民を統合する」という考え方であり、「社会主義」とは「マルクス主義・階級意識を克服して国民を束ねる共同体主義」を意味した。両者についてヒトラーは、しばしば「同一である」と主張していたという。
田野大輔は「ヒトラーは社会主義者だ」とする主張に反論するうえで、党名の訳語についても触れ、「『国家（Staat）』と『国民（Nation）』の混同を避ける目的から、近年では『国民社会主義』という訳語が一般的になっている」としている。
小野寺拓也は、高校世界史教科書での具体的な採用状況を挙げたうえで（「国民社会主義ドイツ労働者党」（東京書籍、帝国書院、実教出版）、「国民（国家）社会主義」（山川出版社））、上記の2つの主張を踏まえて「国民社会主義」との訳語の方が適切である旨述べている。

#### 「民族社会主義ドイツ労働者党」とする主張とその理由
田村栄一郎は「国家を民族の生存のための単なる手段とみなしている点では、これを『民族』社会主義として差支えなかろう。しかしこの場合も、ある人はこれを『国家』社会主義、他の人はこれを『国民』社会主義と訳している―大きな困難を伴うことが予想される。」と述べた。
伊集院立がエバーハルト・イェッケルの『ヒトラー 全記録 1905-1924 (シュツットガルト、1980年)』に基づいて、ナチ党の名称はヒトラーの考えでは『国民社会主義ドイツ労働者党』ではなく『民族社会主義ドイツ労働者党』であったと主張した際、西川正雄との間に緊張が生じたといい、西川は「できれば国民社会主義にしてはどうだろうか」と述べたという。
山本秀行は「教科書などでは『国民』の訳が定着しているが、1935年以降については『民族』とした方が、ぴったりくるようにも思われる。」と述べた。
経済学者の瀬戸岡紘は、「ファシズムにとって『階級』ならぬ『民族』を意識させ『民族』意識をテコとすることは決定的に重要だった」との理由から、「国家- 」ではなく「民族- 」の訳語を用いている。
マルクス経済学研究者の岩田弘は、ナチスの民族主義や優生思想に即している「民族社会主義」の訳語が適切と主張している。
飯島滋明は「民族社会主義ドイツ労働者党」と訳し、「ヒトラー・ナチスが目指したのは優秀かつ健康な『アーリア人』による国づくりである。ユダヤ人などが含まれた『国民』『国家』を目指すものではない。そうである以上、『国家社会主義ドイツ労働者党』『国民社会主義ドイツ労働者党』と訳すのはナチスの意図をあいまいにし、適切でないように思われる。」と述べた。
山本孝二・大木毅はリチャード・J・エヴァンズの『第三帝国の歴史』において「『ナチズム』の原語であるNationalsozialismusは『国民社会主義』、『民族社会主義』など、様々に訳し得る。体制期に展開された、いわゆるゲルマン系の他国民に対する政策などに鑑み、『民族社会主義』もしくは『ナチズム』とした。」と記し、大木は『戦車将軍グデーリアン』において「民族社会主義ドイツ労働者党 （NSDAP） 」と訳した。

## 思想
党内ではヒトラーの指導を絶対のものとして受け入れるという点においては、あまり異論はなかったが、ナチ運動の内実は地域ごとの党組織や党職能組織、突撃隊、党有力者がその時々の状況に応じて勝手に活動していることが多く、統一された運動とは言い難い。農民に対する物を除けばまとまった政策綱領のようなものは存在しなかった。しかしそれが党の各組織を競合的に発展させ、運動にダイナミズムを与えていた。
世界恐慌による社会不安や議会政治の混迷の原因をすべてヴェルサイユ条約、ヴァイマル共和政、ユダヤ人、ボルシェヴィズムに帰せ、強力な指導者が導く「民族共同体」を樹立することが必要であるとする単純なスローガンや運動が持つ若々しさは恐慌に喘ぐ国民に現状突破のシンボルとして広く訴えかけるものがあった。ナチ党はヴァイマル憲法体制を一括して全否定することによって自らを既存体制側政党と対決する基本的選択肢であることを示した。競合する他党を影響力を持つ社会的利害団体の傀儡に過ぎないと中傷して自らを唯一の国民運動と宣伝した。

### 反ユダヤ主義・反共主義
ヒトラーにとって反ユダヤ主義と反共主義は一体である。ヒトラーはマルクス主義について「国際的な世界ユダヤ人が自由独立の国民国家の経済的基礎や国民的工業と国民的商業を破壊し、それとともに国家を超えた世界金融＝ユダヤ主義のために自由な諸民族を奴隷化するのに利用する経済的武器」と断じている。
ナチ党内の多数派によって唱えられた党の目標として「労働者階級の国民化」という要求があった。これはナチ党は労働者大衆をマルクス主義的国際主義から解放して「ドイツ的社会主義」へ導く労働者党であるべきという主張であった。ヒトラーははっきりとこの立場を代表しており、「（労働者を）国民的に感じ、国民的であることを望む団結した価値ある要因として民族共同体に連れ戻すこと」がナチ党の活動の最も重要な目標の一つとしている。
与党となった後には、ドイツ社会民主党から没収したカール・マルクスの生家を党機関誌の印刷所として利用した。

### 民族共同体
ヒトラーは「ユダヤ人とマルクス主義者の国際連帯によるドイツ民族の分断（階級闘争）」に対抗するため民族共同体構想を提唱した。「公益を私益に優先させる」民族共同体によって国内を平等化あるいは協調的な形にまとめあげ、国民の諸階層が調和した社会を作る。それにより国内の階級闘争は止揚され、階級を超えた「国民」が創造される。そうすれば「国民」は国内の利害対立から解放されて一丸となって国民全体の利害追求（対外的な膨張）に向かうことができるという理念である。
ヒトラーは「都市の人間でも、田舎の人間でもなく、肉体労働者でも、ホワイトカラーでも、熟練工でも、農民でも、学生でも、ブルジョワでもなく、あるいは特定のイデオロギーの追従者でもなく、我々はみな民族の一員である」「今まで常に我々を分け隔ててきた職業や階級といった全ての理念を超えて単一に結合された国民が存在しないなら、そしてそれが存在するまでは民族共同体はあり得ない」「国家社会主義は、社会生活上好ましくない対立に橋を架け、平等化し、協調的な形に全体をまとめることを目標としている」と論じる。
民族共同体を実現させるため、ヴァイマルの「民主主義原理」は「指導者原理」に置き換え、自由主義的な夜警国家は打破し、国家は国民経済に積極的な責任を果たさなければならないというのがナチ党の基本的な国家像であった。

### 農村政策
もともとナチ党は都市的な傾向を持っていたが、農村部の困窮が深まる1928年初夏以降からは農村での党活動を重視するようになった。農村におけるナチ党は「農民の窮状は社民党政権と結託した暴利を貪るユダヤ資本のせいである」というステレオタイプに基づく反ユダヤ主義宣伝に終始した。困窮深まる農村部では既存体制と根本から対決する政党が求められていたため、ナチ党は農村部に浸透することに成功したが、農村部ではナチ党の「社会主義」を警戒する向きも強かったので、農民向け宣伝をしやすくするため、1928年にヒトラーは彼の慣習に反して党綱領の正式な解釈を制定した。それにより綱領17条「公益目的のための土地の無償収用」の対象はもっぱら「ユダヤ人の投機による利得」に限定されるものであって私有財産制は維持されるとしている。

### 青年崇拝
社民党やブルジョワ諸政党と比較して若者が多い党だったため、同時代に普及していた青年運動を積極的に動員した。それにより1920年代後半から強まった世代間対立で党は大きな利益を得ることに成功した。ナチ党はその反動的なイデオロギーにも関わらず、新たな技術的手段を積極的に受け入れる姿勢、ブルジョワ的旧秩序の拒否の姿勢から青年層を大いに惹きつけた。

### 人種主義
「アーリアン」は元来言語学上の概念であったが、のちに人種概念に転用されたもので、19世紀のヨーロッパでは言語と人種を混同した「アーリアン人種」に関する論争がしばしば行われていた。ナチ党はこれを政治的に利用し、ドイツを構成するゲルマン民族こそが「アーリアン人種」であるとしてその形質的特性を定め、アーリアン人種のみを正当なドイツ国民としてユダヤ人を含むセム族排斥の理論的支柱にした。

## 党史

### 黎明期

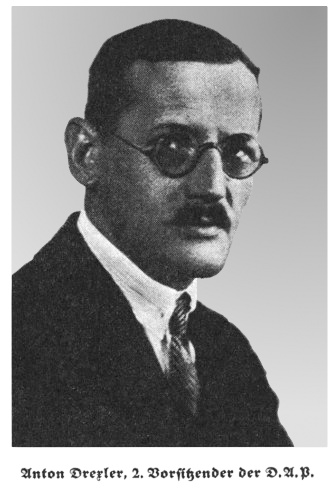
アントン・ドレクスラー

第一次世界大戦中の1918年初頭に「ドイツ労働者の平和に関する自由委員会（Freier Ausschuss für einen deutschen Arbeiterfrieden）」という労働者グループがブレーメンで結成された。国有鉄道ミュンヘン本工場に勤務する鉄道金具工のアントン・ドレクスラーはその地方組織を1918年3月7日にミュンヘンで結成した。この団体はマルクス主義、ボルシェヴィズム、平和主義、ユダヤ人、フリーメーソン、戦時不当利得者、ヤミ商人と闘争することを目的としていた。
この委員会に参加したのはドレクスラーの同僚であるミュンヘン鉄道工場の熟練工たちが中心だったが、委員会の好戦的ナショナリズムは、厭戦気分が高まっていた大戦末の人民の感情とかみ合っておらず、支持者は一向に増えず、会員40人を超えることができないでいた。
そこでドレクスラーは10月2日にトゥーレ協会会員でジャーナリストのカール・ハラーとともに「政治的労働者サークル」を結成し、トゥーレ協会の後援を受けてドイツ労働者党の結成準備を行った。トゥーレ協会は右翼民族主義団体「ゲルマン騎士団」のバイエルン地方支部を基礎として1918年1月に結成された反ユダヤ主義的な右翼団体であり、当時バイエルンにおいて220人ほどの会員をもち、バイエルンにおける様々な右翼団体・反ユダヤ主義団体に影響力を持っていた。

### ドイツ労働者党
1919年1月5日、ドレクスラーの同僚の鉄道員25人が集まったミュンヘンの酒場「フュルステンフェルダー・ホーフ(Fürstenfelder Hof)」での集会においてドイツ労働者党(Deutsche Arbeiterpartei 略称DAP)の結党が行われた。党首にあたる第一議長にはハラーが就任した。結党時の党員は40人ほどであり、社会主義と反ユダヤ主義の色彩を帯びたナショナリズムを標榜した。
この際にドレクスラーもトゥーレ協会へ加入し、ディートリヒ・エッカートやゴットフリート・フェーダーといったトゥーレ協会員たちがドイツ労働者党に協力し、ドレクスラーの活動にも影響を与えるようになった。「政治的労働者サークル」はもっぱらトゥーレ協会の指揮下にあったが、ドイツ労働者党は本質的にドレクスラーが作った党であり、彼の起草による方針を定めた。その方針には次のようなものがあった。「党は精神的および肉体的な意味での創造的な民族同胞をすべて糾合した社会主義的組織であって、ただドイツ人指導者によってのみ指導される。」「党はドイツ労働者の高尚化を欲する。熟練の定住労働者は中産階級としての評価を受ける権利を持つ。労働者とプロレタリアとの間には厳重な区別が設けられなければならない」「大資本はパン及び労働者の供給者であるから保護しなければならない。彼らが労働者を無遠慮に搾取して、労働者の人間らしい存在を不可能にしない限りは」「党はドイツ経済生活の社会化はドイツ国民経済を破滅させると考える。ゆえに社会化なしで労働者に対する利益の分配が必要である」「党は全力を挙げて不当利得者、物価つり上げに反対する。何らの価値も創造しない者、いかなる精神的・肉体的労働も行わない者が高い利得を得ることには反対する」「党の主要目標の一つは手工業の奨励である。最も有能な手工業者はもっと多くの利得を得るべきであり、熟練労働者は中産階級と同等の国家公民であるべきである。大資本主義者の犠牲となっている中産階級の増大と安定が必要である」
バイエルンに社会主義政権が君臨している間は反ユダヤ主義に反対する空気がこの地方に強かったので、ドイツ労働党も公然たるユダヤ人攻撃は控えていたが、政府軍のミュンヘン進攻を受けてレーテ共和国が崩壊した後には反ユダヤ主義言論を強めるようになった。

### ヒトラーの入党

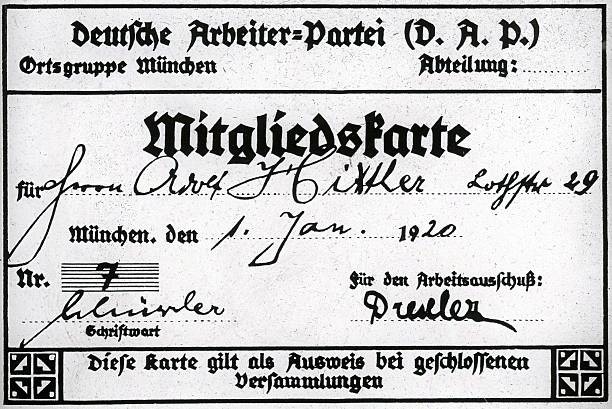
ヒトラーのドイツ労働者党党員証とされるもの。7番目の党員と記載されているが、後年に偽造されたものであると考えられている。

レーテ共和国崩壊後のアドルフ・ヒトラーは、ミュンヘンを占領したアルノルト・フォン・メール歩兵大将を司令官とする政府軍（ドイツ国軍第4軍集団を名乗っていた）が非合法に行っていた政治情勢を調査する仕事をしており、元々ドイツ労働者党に接近したのは、上官であるカール・マイヤー大尉にスパイを命じられたためであった。同党が1919年9月12日にミュンヘン中心部タール街54番地にある酒場「シュテルンエッカー・ブロイ」で開いた集会に参加したヒトラーは、ドイツ統一主義者として、バイエルン独立論者アダルベルト・バウマン教授と激論した。これをきっかけにドレクスラーから注目され、彼のパンフレット『我が政治的目覚め あるドイツの社会主義的労働者の日記より (Mein politisches Erwachen aus dem Tagebuch eines deutschen sozialistischen Arbeiters)』を贈られるとともに再来を懇願された。
その後ヒトラーの下に「入党許可状」付きのはがきが送られてきて、9月16日にヘーレン通り(Herrnstraße)にある「アルテス・ローゼンバート(Altes Rosenbad)」で開催される党委員会に出席してほしいと要請があった。『我が闘争』の中でのヒトラーの主張によれば、この党委員会に出席した後にヒトラーはこの党のために活動することを決心したという。マイヤー大尉の許可を得て、10月19日にドイツ労働者党へ入党した。
ヒトラーは自分が7番目の党創設メンバーであると主張していたが、彼の党員番号は（党員を多く見せかけるため、501番から始まる）555番であり、この番号も1920年にアルファベット順で作成された名簿に基づくものであった。ヒトラーが7番目の幹部であったという説もあるが、入会証や名簿作成以前の正式な記録が無いため明確にはなっていない。

### ヒトラーの台頭とドレクスラーの党首就任
ヒトラーは自身が党を指導するようになってから党員や聴衆が急増したことを印象付けようとして初期の党を実際以上に小政党に描こうとする傾向があり、『我が闘争』の中では1919年10月16日の「ホフブロイハウス」での集会の聴衆を111人、11月13日の「エーベルブロイケラー」での集会を130人、12月20日の「ドイチェス・ビアホール」での集会を140人だったとしているが、ミュンヘン警察情報部や軍情報部の記録によればどの集会も300人程度の聴衆があったようである。党はトゥーレ協会の後援もあって、300人程度の聴衆をコンスタントに集める組織力は結党時から持っていたとみられる。とはいえヒトラーが党の存在を一般民衆に広めようと精力的に活動し、彼の巧みな演説が人気を博して党勢の拡大につながったことは事実である。ヒトラーは演説のうまさに加え、党最初の有給幹部でヒトラーの軍隊仲間だったルドルフ・シュスラー(Rudolf Schüßler)らの支持を受けていたため、ヒトラーの党内における地位は無視できないものとなった。
10月16日の「ホフブロイハウス」での集会から党は入場料の徴収と会場内での寄付金募集を行うようになった。入場料徴収と寄付金募集というのは右翼運動としては新しい形態だったが、これにより党財政は安定した。
初期の党委員会の会議はヘーレン通りの酒場「アルテス・ローゼンバート」の一室で行われることが多かった。党に送られてきた市民や党員からの手紙を読んだり、返信を書いたり、集会の打ち合わせをしたり、政治問題の議論をしていた。しかしヒトラーはこうした委員会の在り方を「おしゃべりクラブ」と呼んで、その不活発さにいら立っていた。
12月11日、ヒトラーはドイツ労働者党の党改革案を提出し、党委員会は公開の党員集会で選出されること、また党委員会は党綱領にのみ従い、トゥーレ協会から完全独立した委員会になることを要求した。トゥーレ協会員で党を特殊意識を育てる秘密政治サークルに留めようとしていたハラー議長はこれに怒ってヒトラーと対立したが、結局ハラーが敗れ、翌1920年1月にハラーは党を出ていくことになった。

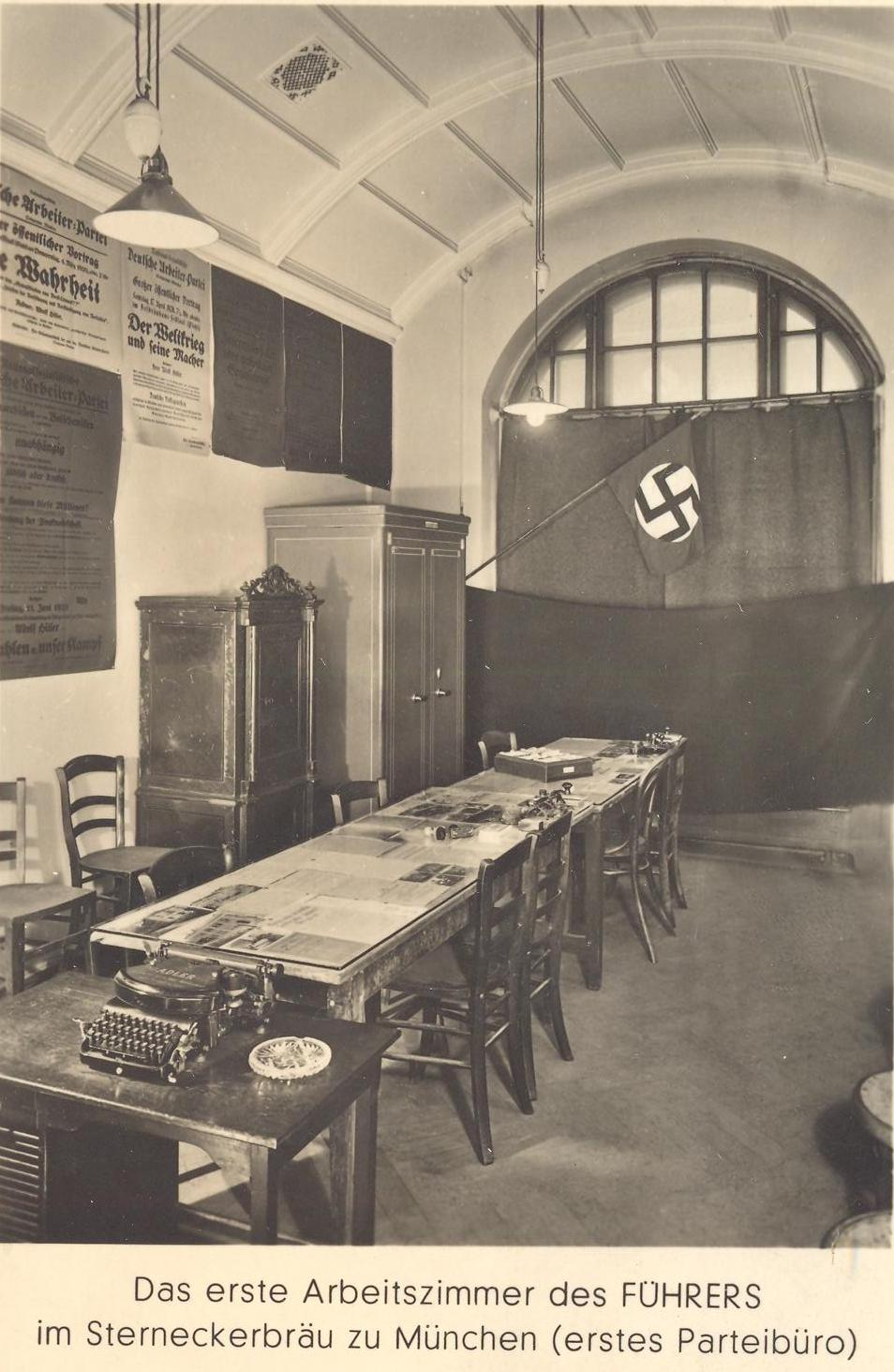
ミュンヘン・タール街54番地「シュテルンエッカー・ブロイ」の党本部事務所

12月22日にはこれまでも党集会場の一つとして使ってきた酒場「シュテルンエッカーブロイ」内の一室を賃貸して小さな党本部事務所を設けた。この賃貸契約書に党を代表して署名しているのはヒトラーである。
1920年1月5日にドレクスラーとヒトラーは議長であったハラーを解任し、ドレクスラーが新議長に就任した。ハラーはトゥーレ協会員として党を後援する立場にあったため、彼の追放により党とトゥーレ協会の直接の関係は切れることとなった。ドレクスラー新党首の下でヒトラーは第一宣伝部長に就任した。

### 改名
1920年1月5日以来ドレクスラーによって「国民社会主義ドイツ労働者党(Nationalsozialistische Deutsche Arbeiterpartei)」への党名変更が提案されていた。「ドイツ労働者党」では、マルクス主義的国際主義政党と間違われるというのがその理由だった。「国民社会主義」というのは、ドレクスラーが影響を受けていたオーストリアのドイツ国民社会主義労働者党に倣ったものである。この党名変更は2月20日に行われた。ヒトラーは当初「社会革命党」を提案したが、ルドルフ・ユングに説得され、ドレクスラーの案を承諾した。
1920年1月1日時点において党員は190人ほどで平均年齢は32歳だった。そのうち熟練労働者と手工業者は33%、知的な自由職業者は14.5%、公務員と使用人は14%、軍人は13%、商業は12%、学生は7%、店舗・工場など事業所所有者は4%、不熟練労働者は2.5%となっている。比較的多数を占める熟練労働者と手工業者はドレクスラーとともにミュンヘン鉄道工場で働く者たちで、そのため初期の党には「鉄道労働者党」の感があった。知的な自由職業者の内訳は文筆家・ジャーナリスト・編集者などが7人、技師が6人、芸術家が6人、医師が3人である。190人の党員のうち182人までがミュンヘン在住者であった。
この時期のナチ党はまた存在を広く知られていたわけではなく、党財政は各界の有力者の寄付によるよりも、大衆による献金と彼らの犠牲的献身によって支えられていた。したがって「支配勢力がナチ党を培養し育成した」等の主張は正確とは言えないが、当時のバイエルン支配勢力は再度のレーテ共和国樹立を阻止するためにバイエルン内のあらゆる反共・保守系団体に援助しており、ナチ党もその範囲内で援助を受けることはできた。

2月4日に反ブルジョワ・反ユダヤ・国粋主義、企業の国有化、利子制度打破などを訴える25カ条綱領が起草された。この綱領はドレクスラーが主として作り、フェーダーとヒトラーが協力して完成させたものだと言われている。綱領は2月24日ミュンヘンのビアホール「ホフブロイハウス」で開かれた集会（参加者2000名）で正式採択された。
またこの集会での会場警備隊が党の一機関であることも正式に決定され、これがのちに突撃隊へと発展する。
また1920年中にハーケンクロイツを党のシンボルに採用し、党旗、党章、腕章などを取り入れた。ハーケンクロイツ（スワスチカ）は元々は普遍的な幸運のシンボルであったが、同時にアーリア人の優等性を示す人種主義の象徴としても用いられており、ドイツ攻守同盟やエアハルト海兵旅団などが使用していた。ハーケンクロイツには向きが左回りと右回りの二種類があったが、ヒトラーは右回りで統一している。
12月17日にはエッカートの尽力でトゥーレ協会の機関誌だった『フェルキッシャー・ベオバハター』を買い取り、党の機関紙とした。

### ヒトラーとドレクスラーの対立
1920年8月7日から8日にオーストリア・ザルツブルクでズデーテンとオーストリアのドイツ国民社会主義労働者党の共同大会があり、この際にヒトラーとドレクスラーの間で国民社会主義労働者党の統一問題の論争が起きた。ドレクスラーはこれらの党と統一することに賛成、対してヒトラーはそれに反対の立場だった。
当時のオーストリアのドイツ国民社会主義労働者党は革命によってではなく議会によって変革することを目指しており、議会政治に参加していた。ドレクスラーが目指すのも議会政党であったが、当時のヒトラーは革命主義者で議会政治への参加に反対していた。
さらに1921年3月26日から28日にかけてのツァイクの大会においてドレクスラーとドイツ社会党のアルフレート・ブルンナーが党を合同させようとした時にもヒトラーが反対した。ヒトラーは自分たちと他の国民社会主義政党では原則的にも戦術的にも相いれないため、統一によって規模が拡大したとしても内部的団結や闘争能力は弱まると考えていた。
いずれの合流計画もヒトラーの反対で流産したため、ドレクスラー派はヒトラーと対立を深めた。

### ヒトラーの党首就任

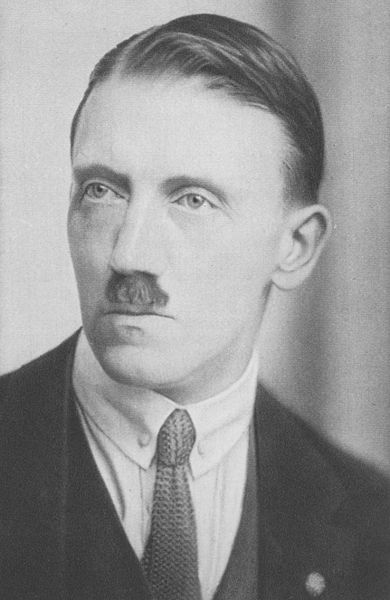
1923年のアドルフ・ヒトラー

ヒトラーは、1921年3月31日に軍を退役し、以降党務に専念するようになっていた。
1921年6月初めから7月にかけてヒトラーはエッカートとともに『フェルキッシャー・ベオバハター』の資金集めのためにベルリンへ赴いたが、その間にドレクスラーと反ヒトラー派の党幹部たちが、ヒトラーが反対していたユリウス・シュトライヒャー率いるドイツ社会党との連携を模索した。この動きを知ったヒトラーは、7月10日にミュンヘンへ取って返し、11日にも党委員会に宛てて離党の手紙を書いた。これは党指導部には想定外のことで、ヒトラーを失うか、自分たちが退陣するかの選択を迫られた。さらにヒトラーは7月14日に自分が再入党する条件として、党委員会の即時辞職および独裁権限を持った議長の地位を要求した。一番聴衆を集められる稼ぎ頭の弁士だったヒトラーには自分抜きでは党は立ち行かないという自負があった。7月15日に党委員会はヒトラーの要求を受け入れ、7月29日にホフブロイハウスで開かれた臨時大会で554名中553名の支持を得てヒトラーが議長に選出された。ドレクスラーは名誉議長に棚上げされた。
このころからヒトラーはエッカートやヘスといった自派の党員から指導者を意味する「Führer（フューラー）」と呼ばれるようになり、党内に定着した。やがてこれはヒトラー終生の肩書きとなった（総統を参照）。
ヒトラーは同年8月に従来のナチ党の会場警備隊を「体育スポーツ局 (Sportabteilung)」に改組し、エルンスト・レーム大尉の推薦で反革命義勇軍エアハルト海兵旅団のハンス・ウルリヒ・クリンチュ元海軍少尉をその指揮官に任じた。同組織は9月に「突撃隊(Sturmabteilung, SA)」に改称された。突撃隊は共産主義者による党集会妨害を排除するとともに、他党の同種団体との街頭闘争において主力となる準軍事組織だった。突撃隊の幹部は禁止されたエアハルト海兵旅団から派遣されており、やがて一定の独立性を持った突撃隊を形成していくことになる。
またこの頃から党勢の拡大を見た実業家からの寄付も相次ぎ、党勢はさらに拡大した。1921年に3千人だった党員が1922年1月には党員6千人となった。この年の3月8日にヒトラーユーゲントの前身となるナチ党青年同盟が設立された。8月16日にはハーケンクロイツの党旗が公の場ではじめて用いられた。10月にはニュルンベルクのドイツ社会党が合流し、ますます党勢が拡大した。しかし11月18日にはプロイセン自由州においてナチ党が禁止され、ザクセン州、テューリンゲン州等でも禁止されたため、ナチ党の活動はバイエルン州に限られることになった。しかし、ドイツ国内の不景気とインフレはナチ党を含む極右急進派、共産党を含む極左急進派への支持をさらに高めた。また右翼的なバイエルン州政府も反ボリシェヴィキ的なナチ党を庇護する方針をとった。
1923年には党員数3万5千人を数え、バイエルン州でも有数の政党になっていた。2月には、国軍が主導する極右派政党・義勇軍の連合「祖国的闘争同盟共働団」に参加し、有力な構成団体となった。このころから突撃隊の軍隊化が進められ始めた。

### ミュンヘン一揆
1923年1月にヴェルサイユ条約の賠償金の支払い遅延を理由にフランス軍がドイツの工業地帯であるルール地方を占領した（ルール問題）。ヴィルヘルム・クーノ首相率いる政府はサボタージュによる抵抗を呼びかけたため、工業の停止と占領によって生じた損害への補償のためインフレーションがさらに激化した。ナチ党は消極的な抵抗しか行えない政府を批判するとともに、突撃隊を拡充してフランス占領軍に対抗しようとした。2月に第一次世界大戦の英雄ヘルマン・ゲーリングが突撃隊司令官となったのはその流れの一つで、3月からは本格的な軍事訓練が行われた。

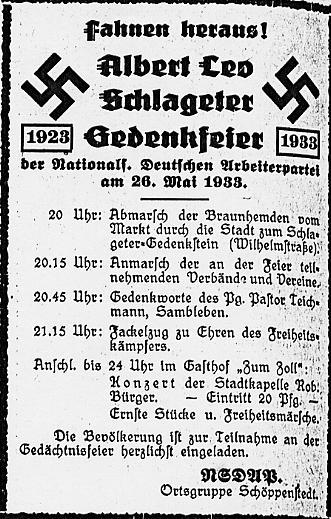
ナチ党によるシュラゲター慰霊祭のポスター。シュラゲターはナチ党の殉教者として神格化され、政権掌握後、彼の名前は様々な名称に用いられた。

5月26日には党員の一人アルベルト・レオ・シュラゲターがフランス軍に捕らえられ、軍法会議にかけられた上で処刑された。彼の死をナチスが喧伝したことにより、右翼はもとより左翼からも英雄視された。これらのことが有利に働き、集団入党や献金が相次ぎ、ナチ党は更に勢力を拡大した。
しかし、5月3日にはレームが参謀将校から左遷され、軍のドイツ義勇軍援助はエーリヒ・ルーデンドルフ将軍の影響下にあるヘルマン・クリーベル大尉の指揮下に置かれることになった。このため元軍人が多い突撃隊へのヒトラーの影響力は弱まった。9月には突撃隊と共働団参加団体が連合し、「ドイツ闘争連盟」が組織された。クリーベルが議長であり、ヒトラーも指導者の一人になった。
不穏な空気は9月26日のフリードリヒ・エーベルト大統領による非常事態宣言によって表面化し、反ベルリンであったバイエルン州政府と中央政府の対立の構図が生まれた。しかしバイエルン州の実権を握ったグスタフ・フォン・カール主導のベルリン進軍は、ヒトラーにとって受け入れがたいものであった。ドイツ闘争連盟は州政府を掌握し、その上でベルリンに進軍するという中央政権打倒計画を立案した。11月8日、ビアホール「ビュルガーブロイケラー」においてヒトラー自らカールらを軟禁し、州政府の建物を占拠した。ヒトラーはルーデンドルフにカールらの説得を依頼し、一時は進軍への協力を承諾させた。しかしカールらは逃亡し、ドイツ闘争連盟の鎮圧に乗りだした。11月9日、ドイツ闘争連盟は市の中心部にあるオデオン広場に向けてデモを行い、2000-3000人がこれに従ったが、同広場の入口で警察隊に銃撃されて、デモは壊滅した。
首謀者ヒトラーを初め、参加した党員らは逮捕され、国内に残った幹部はアルフレート・ローゼンベルクなどわずかなものになった。ナチ党と突撃隊は非合法化され、一時解散することになった。しかしその後の裁判はヒトラーの独演会と化し、かえってヒトラーと党の知名度は高まることとなった。ヒトラーはランツベルク刑務所で城塞禁固刑を受けることになるが、彼のもとには差し入れが相次いだ。その後も反共和政の気運の高まりは衰えることはなく、ナチ党のいくつかの偽装団体が活動を続けた。
ヒトラーが指名した運動の指導者はローゼンベルクであったが、彼は指導力に乏しく、分派争いがひどくなった。党内左派の中心人物であるグレゴール・シュトラッサーはヒトラー無き党内で勢力を拡大した。ルーデンドルフを担ぐドイツ民族自由党と共同して国民社会主義自由運動を結成し、1924年5月の選挙で32議席を獲得した。シュトラッサーは共産主義に対抗するためには統制経済が必要と考えており、合法的な政権交代に路線転換し、既存勢力（産業界・軍部・貴族階級）との融和を考えたヒトラーとの間に溝を深めることになる。ヨーゼフ・ゲッベルスはこの頃にシュトラッサーの秘書として党活動を始め、彼の有力な腹心となった。同年12月の選挙では、国民社会主義自由運動の議席は14議席に減少し、これまでナチ党と密接な関係を持っていたルーデンドルフとの関係も悪化した。
また突撃隊も禁止されたが、レームがドイツ闘争連盟の隊員を結集してフロントリンク (Frontring) という組織を結成した。1924年8月28日に同組織はフロントバンと改称された。

### 党勢の拡大
1924年12月20日、ヒトラーが監獄から釈放され、投獄を免れた幹部も恩赦を受け帰国していた。1925年1月4日にはバイエルン州首相ハインリヒ・ヘルトとヒトラーの会見が行われ、2月16日には再結成が許可された。ヘルトはヒトラーの恭順姿勢に「この野獣は飼いならされた。もう鎖を解いてやっても心配ないだろう」と感じた。
1925年2月27日に「ビュルガーブロイケラー」においてナチ党再結党大会を行った。大会は公開で行われ、党関係者の他、一般聴衆も加わって参加者はおよそ3000人に及んだという。フロントバンの大半もナチ党に合流し、再結成後のナチ党は合法活動による政権獲得を主軸として行うこととなる。しかし2月27日に行われた再結成党集会には四千人が集まるなど影響力は強いことが明らかとなり、州政府から一年間の演説禁止措置を受けた。
1925年3月29日の大統領選挙の第一次選挙にはルーデンドルフが出馬し、ナチ党も彼を支持したが、得票率1パーセントの泡沫候補で終わり、ルーデンドルフは政治生命を失った。
4月中旬、レームはヒトラーと会談し、再建される突撃隊をナチ党から自立した国防団体（国軍補助兵力）にすることを要求したが、ヒトラーはこれを拒否した。この決裂でレームは突撃隊司令官もフロントバン司令官も辞し、政界引退を表明した。その後軍事顧問として南米へ渡っていった。
7月18日にはヒトラーの初の著書「我が闘争」が発売された。高い値段設定にもかかわらず1万部を売るなど順調な売り上げであった。すでにヒトラーとナチ党はドイツ全体に知られた存在であり、バイエルン州以外でも支持が広がりつつあった。しかしレンテンマルクの導入によるインフレの沈静化と、ドーズ案受け入れによる好景気は極右勢力全体への支持を減少させていった。一方で北部を管轄していたシュトラッサーは労働者に対して呼びかけることで党員を増やし、勢力を拡大していった。8月21日にはシュトラッサーらが「国民社会主義通信」という独自の新聞の発刊を行い、独自活動を始めていた。9月21日、再結成された突撃隊の下部組織として「親衛隊」が設立された。当初はヒトラーのボディーガードであったが、次第に党内警察としての立場を固めていくことになる。
1926年、シュトラッサーは当時問題となっていた旧ドイツ帝国諸邦王室の財産没収を支持し、企業の国営化を進める、領土回復のためのソ連との連携など、左派色の強い綱領改定案を呈示した。しかし、富裕層からの政治献金が無視できない額となっており、またソ連と組む案はヒトラーにとって受け入れられる案ではなかった。ヒトラーは2月14日にバンベルクで招集されたバンベルク会議において、25ヶ条綱領を不変の綱領とし、「指導者原理」による指導者への絶対服従を認めさせた。シュトラッサーは屈服したが、全国組織指導者に任じられ、独自の出版社運営を認める懐柔も行われた。しかしシュトラッサーの右腕であったゲッベルスがヒトラーに懐柔され、シュトラッサーの勢力は縮小した。7月3日にはヴァイマルで党大会が開かれた。この大会でヒトラー・ユーゲントなど各種団体の成立、そして突撃隊の再結成が行われた。この年の暮れには党員が5万名に達していたとされるが、フランツ・クサーヴァー・シュヴァルツが党員番号を通し番号にして脱退者数をわからなくしたために、実際の党員がどの程度であったかはわかっていない。
1927年も好景気の影響でナチ党の活動は停滞し、資金難で党大会や集会が中止される事もあった。1928年5月20日、ナチス党として初めての国政選挙に挑んだが、12人の当選に留まった。しかしその後のドイツ経済の悪化と、ヴェルサイユ条約の賠償金支払い方法としてヤング案が合意されるとドイツ国民の反発を呼び、極右と極左、特にナチス党は支持を集めていく事になる。1930年、ナチス党の伸長を恐れたブリューニング内閣は政治団体構成員が公の場で制服を着用することを禁じた。これは事実上の突撃隊禁止命令であったが、同年9月の選挙では107議席を獲得し、第二党に躍進した。政府側からはナチ党の取り込みを図る動きもあったが、ヒトラーの首相就任を求めるナチ党は協力しなかった。この後ナチ党は中央党、ドイツ国家人民党とともにハルツブルク戦線という連合を組み、ブリューニング内閣への攻撃を強めた。
しかし躍進はしても末端の突撃隊員には恩恵が及ばず、1931年3月には東部ベルリン突撃隊指導者ヴァルター・シュテンネス大尉が公然と党中央を批判し、突撃隊と親衛隊の間で衝突が起こるようになった。ヒトラーは南米からレームを召還して突撃隊の鎮撫に当たらせたが、突撃隊の独自傾向は強まるばかりであった。
1932年4月には大統領選挙が行われ、ヒトラーが大統領候補として出馬した。現大統領のパウル・フォン・ヒンデンブルクが圧倒的な票を集めて勝利したものの、ヒトラーも30%以上の票を集めた。ブリューニング内閣は倒れ、大統領の側近であったシュライヒャー中将の策謀によりパーペン内閣が成立した。7月の選挙でナチ党は全584議席中230議席を獲得し、ついに第一党の座を占めた。パーペンはナチス党と協力して議会運営を行おうとするが、首相の座にこだわるヒトラーは拒絶した。しかもヒトラーは首相の座に加え、全権委任を要求した（のちに全権委任法として現実の物となる）。ヒトラーの要求はヒンデンブルクやパーペンにとって、とうてい呑める要求ではなかった。さらにナチ党提出による内閣不信任案が可決され、進退窮まったパーペン首相は11月に再度選挙を行った。選挙の結果、ナチ党は34議席を失ったが、引き続き第一党の座を占め続けた。
| 投票年月日     | 得票数     | 得票率 | 当選数 |
| -------------- | ---------- | ------ | ------ |
| 1928年5月20日  | 810,000    | 2.6%   | 12人   |
| 1930年9月14日  | 6,410,000  | 18.3%  | 107人  |
| 1932年7月31日  | 13,750,000 | 37.3%  | 230人  |
| 1932年11月6日  | 11,740,000 | 33.1%  | 196人  |
| 1933年3月5日   | 17,280,000 | 43.9%  | 288人  |
| 1933年11月12日 | 39,655,288 | 92.2%  | 661人  |
| 1936年3月29日  | 44,462,458 | 98.8%  | 741人  |
| 1938年4月10日  | 44,451,092 | 99.5%  | 813人  |

| ドイツ国会選挙の当選者数(1920 - 1938) |              |              |               |               |               |               |               |              |                |               |               |
| 国会の政党 | 1920年6月6日 | 1924年5月4日 | 1924年12月7日 | 1928年5月20日 | 1930年9月14日 | 1932年7月31日 | 1932年11月6日 | 1933年3月5日 | 1933年11月12日 | 1936年3月29日 | 1938年4月10日 |
| 共産党 (KPD) | 4            | 62           | 45            | 54            | 77            | 89            | 100           | 81 (*2)      | 禁止(*4)       | -             | -             |
| ドイツ社会民主党 (SPD) | 102          | 100          | 131           | 153           | 143           | 133           | 121           | 120          | 禁止(*4)       | -             | -             |
| カトリック中央党 (*1) | 65           | 81           | 88            | 78            | 87            | 97            | 90            | 93           | 解散(*4)       | -             | -             |
| ドイツ国家人民党 (DNVP) | 71           | 95           | 103           | 73            | 41            | 37            | 52            | 52(*3)       | 解散(*4)       | -             | -             |
| 国民社会主義ドイツ労働者党 (NSDAP) | -            | -            | -             | 12            | 107           | 230           | 196           | 288(*3)      | 661            | 741           | 813           |
| その他の政党 | 98           | 92           | 73            | 121           | 122           | 22            | 35            | 23           | - (*4)         | -             | -             |
| - (*1) 保守的なカトリック政党であるバイエルン人民党 (BVP) を含む - (*2) 共産党議員は全員が逮捕・逃亡などで登院することが出来ず、彼らの議席は無効化された。選挙後の3月31日に正式に禁止され、共産党の81議席は消滅することとされた。 - (*3) ナチ党は288議席（得票率43.9%）で単独過半数に至らなかったが、国家人民党（52議席）との連立で計340議席となり半数を超えた。更に上記 (*2) の81議席を計算から除外することで単独過半数となった。 - (*4) 共産党は3月31日、社会民主党は6月22日に禁止され、地下活動および亡命を余儀なくされた。国家人民党は6月27日、中央党は7月3日に「自己解散」している。7月14日の政党新設禁止法により、ナチ党以外の政党の存在は禁止された。 - 出典 - Political Parties in the Reichstag（英語） - Das Deutsche Reich – Reichstagswahlen 1919–1933（ドイツ語） - Wahlen in der Weimarer Republik（ドイツ語） - The German Revolution (1918-1919)（ドイツ語） |              |              |               |               |               |               |               |              |                |               |               |

### ナチ党による権力掌握

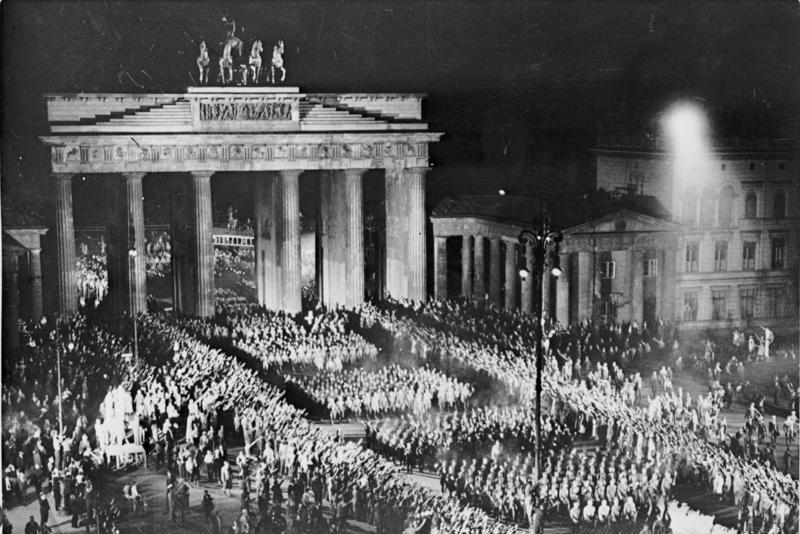
ヒトラー内閣成立を祝って松明行進を行う突撃隊。1933年1月30日

11月の選挙の結果をうけてパーペン内閣は倒れた。しかしナチ党も絶対多数を確保出来ず、指名権を持つヒンデンブルク大統領がヒトラーを個人的に嫌っていたため、ヒトラー組閣は困難であった。その政治的空白を縫って、シュライヒャーが新首相となった。シュライヒャー首相は入閣を餌に組織局長シュトラッサーの切り崩しを図ったが失敗し、ヒンデンブルク大統領の信任も失った。
この間に、ヒトラーはヒンデンブルクの息子オスカーと大統領官房長オットー・マイスナーを味方に引き入れた。彼らの説得を受けてヒンデンブルクはついにヒトラーを首相に任命し、1933年1月30日にヒトラー内閣が発足した。発足当時、入閣したナチ党員はヒトラーを含めて3名であり、副首相パーペンを代表とする保守派はヒトラーを制御出来ると考えていた。しかしプロイセン州内相に就任したゲーリングが国土の過半数以上を占めるプロイセン州の警察権力を握り、突撃隊や親衛隊が警察権力に浸透していった。
組閣後まもなく議会は解散され、選挙運動が始まった。しかし2月に国会議事堂放火事件が起こり、これを共産党の陰謀と見なして緊急大統領令を布告、共産党幹部を逮捕した。当時の法律では国会議員の逮捕は禁じられていたが、緊急大統領令がこれを許した。
選挙の結果、ナチ党が勝利したことが明らかになると、「党がドイツ民族を指導する体制が承認された」として、党による独裁を強化した。プロイセン州国家代理官のゲーリングを始めとする各地方の党員は鉤十字の党旗を地方官公庁の建物に掲揚させた。さらにヒトラーは3月23日に全権委任法を国会承認させ、立法権を国会からヒトラー政権に委譲させた。この法律はどんな法律も議会の審議を経ないで政府が制定できることを意味していた。既存の政党は次々と解散し、7月には政党禁止法によりナチ党以外の政党は禁止された。また、これに前後してヴァイマル憲法に定められた基本的人権や労働者の権利のほとんどは停止された。11月には国会選挙が行われ、国会議員はナチス党員のみとなった。12月には国家と党の不可分な一体化が定められたが、1942年にこの条文は削除されている。
1934年6月30日、第二革命を主張する突撃隊参謀長レームなど党内外の政敵を一斉に粛清（長いナイフの夜）し、独裁権力は確実なものとなった。ヴァイマル共和国軍や資本家とも連携し、国内の反対派は息を潜めた。8月にはヒンデンブルク大統領死亡にともなって発効した国家元首法により、首相のヒトラーに大統領権限が委譲され、ヒトラーは国家元首となった。1938年11月9日夜から10日未明にかけてナチス党員・突撃隊がドイツ全土のユダヤ人住宅・商店・シナゴーグなどを襲撃・放火している（水晶の夜）。

### 党による全国支配
1933年4月7日、州政府にナチ党幹部が国家代理官として送り込み、民主主義的な地方自治を停止させた。
党の組織上の単位である大管区、管区、支部、細胞、班 はそのまま国民支配の行政単位になった。党の組織は生活の大部分に浸透し、労働組合に代わる「ドイツ労働戦線」や、下部組織の「歓喜力行団」などによって、労働・教育・余暇など私生活の隅々まで党によって支配されていた。また青少年はヒトラー・ユーゲントへの加入が義務づけられた。これらの組織は第二次世界大戦では防空や治安維持なども担当し、大戦末期には本土防衛のために老人・子供から成る非正規軍の「国民突撃隊」の母体にもなっている。

### 敗戦後
第二次世界大戦終結直前の1945年4月30日にヒトラーが総統地下壕で自殺した後、遺言によってマルティン・ボルマンが「党担当大臣」に任命された。しかし遺書は広く知られなかった上に、まもなくボルマンは消息を絶った。ヒトラー無きナチ党は統制能力を失い、事実上解散状態となった。この間にヒムラーら一部の幹部は逃亡を図っている。
1945年5月8日にドイツ国防軍が連合国軍に降伏し、軍政下に置かれた。10月10日、ドイツの占領統治にあたった連合国管理理事会が発出した連合国管理理事会指令第2号によって、ナチ党は廃止・禁止され、名称を変えての再建も禁じられた。またこの命令では、ゲシュタポ、ドイツ労働戦線などを含むナチ系の運動・組織の多くも禁止されている。
1946年9月30日、ロンドン憲章に基づく「ニュルンベルク裁判」により、党指導部・親衛隊・ゲシュタポが「犯罪的な組織」と認定された。ニュルンベルク裁判や継続裁判など占領地域で行われたその後の非ナチ化法廷により15万人もの党員が逮捕されたが、実際に裁判を受けたのは3万人である。また占領下やその後の新ドイツにおいては、ナチ党の影響を減少させる「非ナチ化」の施策が行われた。

## 幹部

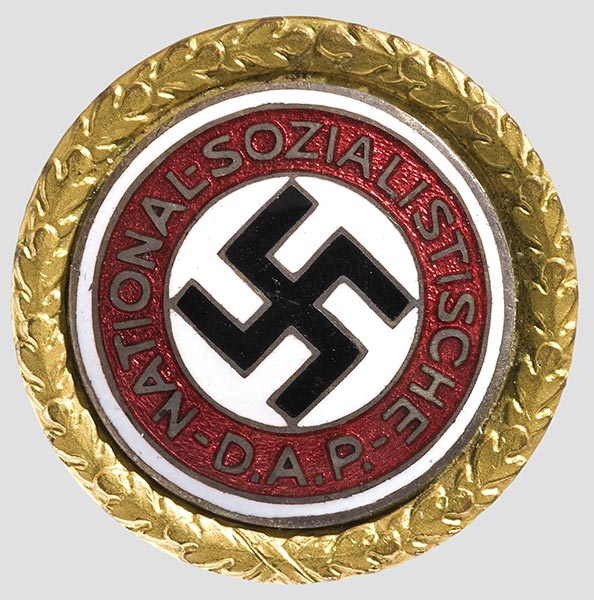
古参党員の印である黄金ナチ党員バッジ

### 指導者
党首にあたる職は本来は第一議長（ドイツ語: erster Vorsitzender）であったが、ヒトラーが党内支持者から呼ばれた指導者（独: Führer、総統）という呼称がやがて公的なものとなった。党の組織は階層化されており、それぞれの階層の指導者がその階層以下を支配するという指導者原理に基づく運営が行われていた。党のすべてにわたる独裁権を握っていた。
- 指導者（総統）- アドルフ・ヒトラー

### 全国指導者
全国指導部 (Reichsleitung) は、職能別に党務を分担して指導者ヒトラーを補佐する17-20人の全国指導者から構成された（1934年時点の党組織図では18名が挙げられている）。全国指導者には、1933年の政権奪取後のヒトラー内閣で国務大臣を兼務する者が多く含まれていた。
- ルドルフ・ヘス - 指導者代理（副総統や総統代理という訳もある。以下同じ）（Stab des Stellvertreters des Führers）。ナチ党外国組織部（NSDAP/AO）（英語版）指導者、無任所大臣（1934-1941）。
- ヘルマン・ゲーリング - 指導者後継者（総統後継者）。空軍総司令官・航空大臣・四カ年計画責任者。国家元帥。
- マルティン・ボルマン - 党官房長 (Leiter der Parteikanzlei)。無任所大臣待遇 (1941-)、ヒトラーの遺言によってナチ党担当大臣に指名。
- フランツ・クサーヴァー・シュヴァルツ - 財政全国指導者 (Reichsschatzmeister der NSDAP)。
- フィリップ・ボウラー - 指導者官房長 (Chef der Kanzlei des Führers und Vorsitzender)。ナチス文芸保護審査委員会会長を兼務。T4作戦の責任者。
- ヴァルター・ブーフ - 党最高裁判所長 (Oberstes Parteigericht der NSDAP)。
- ヴィルヘルム・グリム - 党第2最高裁判所長 (Der Stellvertretende Vorsitzender des Obersten Parteigerichts / Der Vorsitzende der 2.)（1932-1941）。
- グレゴール・シュトラッサー - 宣伝全国指導者 (Reichspropagandaleiter)（党宣伝部長）(1926-1929)。組織全国指導者 (Reichsorganisationsleiter)（党組織局長）(1929-1932)。ナチス左派の幹部、1932年に離党
- ヨーゼフ・ゲッベルス - 宣伝全国指導者 (Reichspropagandaleiter)（党宣伝部長）(1929-)。国民啓蒙宣伝大臣・ベルリン大管区指導者・国家文化院総裁兼務。
- マックス・アマン - 出版全国指導者 (Reichsleiter für die Presse) 兼 党機関紙指導者 (Der Leiter der Parteipresse der NSDAP)。国家出版院総裁兼務
- オットー・ディートリヒ - 新聞全国指導者 (Reichspressechef)。
- リヒャルト・ヴァルター・ダレ - 農政全国指導者 (Der Leiter des Amtes für Agrarpolitik)（党農業政策局長）、後に全国農民指導者 (Reichsbauernführer) に改称 (1933-1943)。食糧大臣。
- ヘルベルト・バッケ -全国農民指導者 (Reichsbauernführer) (1943-1945)。食糧大臣。
- リッター・フォン・エップ - 国防政策全国指導者 (Leiter des Wehrpolitischen Amtes)・植民政策全国指導者 (Leiter des Kolonialpolitisches Amt der NSDAP)。
- ヴィルヘルム・フリック - 国会議員団長 (Fraktionsführer)。内務大臣兼務、次いでベーメン・メーレン保護領総督兼務。
- カール・フィーラー - 書記全国指導者 (Schriftführer der NSDAP) 後に地方行政本部長 (Leiter des Hauptamts für Kommunalpolitik)。
- ロベルト・ライ - 組織全国指導者 (Reichsorganisationsleiter)（党組織局）(1932-1945)。ドイツ労働戦線指導者・無任所大臣兼務。
- ハンス・フランク - 司法全国指導者 (Der Leiter des Reichsrechtsamtes)。無任所大臣兼務、ポーランド総督兼務
- アルフレート・ローゼンベルク - 対外政策全国指導者 (Der Leiter des Außenpolitischen Amts der NSDAP)。東方占領大臣兼務。
- エルンスト・レーム - 突撃隊幕僚長 (1930-1934)。無任所大臣兼務、長いナイフの夜で粛清。
- ヴィクトール・ルッツェ - 突撃隊幕僚長 (1934-1943)。
- ヴィルヘルム・シェップマン - 突撃隊幕僚長 (1943-1945)。
- ヨーゼフ・ベルヒトルト - 親衛隊全国指導者 (Reichsführer des SS) (1926-1927)。
- エアハルト・ハイデン - 親衛隊全国指導者 (1927-1929)。
- ハインリヒ・ヒムラー - 親衛隊全国指導者 (1929-1945)。1936年から全ドイツ警察長官、1943年より内務大臣兼務。
- カール・ハンケ - 親衛隊全国指導者 (1945)（ヒトラーの遺言による指名）。
- バルドゥール・フォン・シーラッハ - 青少年全国指導者 (Reichsjugendführer) (1930-1940)。
- アルトゥール・アクスマン - 青少年全国指導者 (1940-1945)。
- コンスタンティン・ヒールル - 国民社会主義義勇労働奉仕団団長。労働次官・労働問題国家弁務官 (Reichskommissar für den Arbeitsdienst)S

## 組織

### 指導者代理幕僚部・党官房
指導者代理幕僚部（副総統官房）は1941年までのナチ党の支配機構。指導者代理のルドルフ・ヘスは党のあらゆる事項について、指導者ヒトラーの名によって決定する権限を持っていた。ただし、実務能力に疎いヘスはこの巨大な権力を使いこなすことができず、実権は「指導者代理幕僚長」兼「指導者代理秘書」のマルティン・ボルマンに移っていった。
- 指導者代理（副総統、総統代理）: ルドルフ・ヘス

1941年5月に指導者代理ルドルフ・ヘスがイギリスに飛行したことによって失脚し、ヘスに附設していた指導者代理幕僚部は廃止された。その後継機関として指導者ヒトラーが直接に党を支配するための機構である党官房が設置された。政権末期のナチ党の実務は官房長マルティン・ボルマンが差配しており、事実上、彼が党の実権を握るにいたった。
- 党官房長 (Leiter der Parteikanzlei) : マルティン・ボルマン

### 指導者官房
- 指導者官房長 (Chef der Kanzlei des Führers und Vorsitzender) : フィリップ・ボウラー

### 党裁判所
- 党最高裁判所長 (Oberstes Parteigericht der NSDAP) : ヴァルター・ブーフ
- 党第2最高裁判所長 (Der Stellvertretende Vorsitzender des Obersten Parteigerichts / Der Vorsitzende der 2.) : ヴィルヘルム・グリム (ナチ党)

### 各部局

#### 党中央政治委員会
- 党中央政治委員会事務局長（Politischen Zentralkommission der NSDAP）: ルドルフ・ヘス

#### 組織局
ナチ党の初期には、組織局はナチ党の最も重要な組織であり、その長である組織全国指導者は名実共にナチ党のNo.2であった。しかし、グレゴール・シュトラッサーが党から追放されるとともに、組織局の重要性は薄れていった。
- 全国組織指導者（党組織局長）: グレゴール・シュトラッサー (1929-1932)、ロベルト・ライ (1932-1945)

#### 書記局
- 書記全国指導者 (Schriftführer der NSDAP) 後に地方行政本部長 (Leiter des Hauptamts für Kommunalpolitik) : カール・フィーラー

#### 司法局
- 司法全国指導者 (Der Leiter des Reichsrechtsamtes) : ハンス・フランク

#### 出納局
- 全国党財政主任 (Reichsschatzmeister der NSDAP) :フランツ・クサーヴァー・シュヴァルツ

#### 宣伝局
宣伝を重視したヒトラーは、初期には宣伝全国指導者を自ら兼任していた。後、この職は「プロパガンダの天才」と呼ばれたヨーゼフ・ゲッベルスの就任するところとなり、ナチ党の政権奪取とその後の世論誘導に決定的な役割を果たすことになる。
- 全国宣伝指導者（Reichspropagandaleiter）（党宣伝部長）: アドルフ・ヒトラー (-1926)、グレゴール・シュトラッサー (1926-1929)、ヨーゼフ・ゲッベルス (1929-1945)。

#### 出版局
- 統括組織 : フランツ・エーア出版社
- 全国出版指導者 (Reichsleiter für die Presse) 兼 党機関紙主筆 (Der Leiter der Parteipresse der NSDAP) : マックス・アマン

#### 報道局
- 全国報道局長(Reichspressechef) : オットー・ディートリヒ

#### 農業政策局
都市を基盤にしていたナチスにとって、農業政策に関する部局が置かれたのは比較的遅かった。後に農民局に名称変更されている。
- 農政局指導者 (Dar Leiter des Amtes für Agrarpolitik)（党農業政策局長）後に全国農民指導者 (Reichsbauernführer) に改称 : リヒャルト・ヴァルター・ダレ (1933-1943)、ヘルベルト・バッケ (1943-)

#### 国防政策局
第二次世界大戦の勃発後に東方占領地を獲得すると、植民政策局に改められた。
- 国防政策全国指導者 (Leiter des Wehrpolitischen Amtes)・植民政策全国指導者 (Leiter des Kolonialpolitischen Amtes der NSDAP) : リッター・フォン・エップ

#### 対外政策局
ナチ党の対外政策に関する部署は乱立しており、激しく対立していた。対外政策局（Außenpolitischen Amts der NSDAP)）は対外政策全国指導者であるアルフレート・ローゼンベルクが統括していた。
外国のナチ党員を統括するナチ党国外組織(独: Auslands-Organisation)は、大管区という扱いでもあった。大管区指導者は1931年からハンス・ニーラントであり、1933年からエルンスト・ヴィルヘルム・ボーレが指導者となった。副指導者にアルフレート・ヘスを迎え、その兄である総統代理ヘスを後ろ盾に外務省とも争った。
またヨアヒム・リッベントロップはリッベントロップ機関という組織を立ち上げ、外交での主導権を握ろうとしている。

### 国会議員団
ナチス党が選挙に出馬して以降、国会議員の数も増加した。しかしヒトラーが独裁権力を握ると、ほとんど名誉職に過ぎなくなった。
- 国会議員団長 (Fraktionsführer) : ヴィルヘルム・フリック

### 地方組織

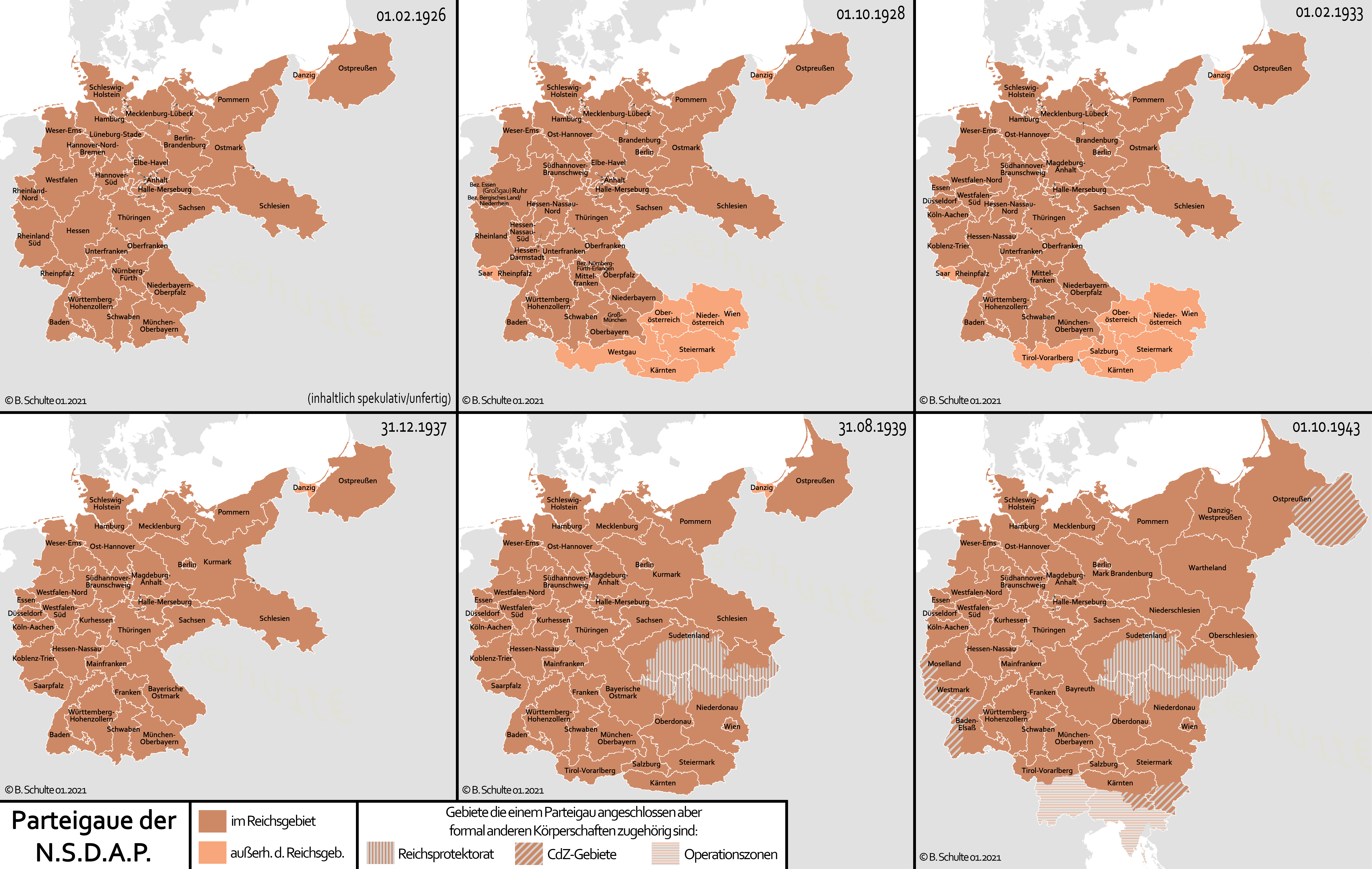
大管区の領域の変遷

地方組織は規模ごとに大管区（Gau）、管区（Kreis）、地区（Ort）、拠点分区（Stüzpunkt）、細胞（Zelle）、街区（Block）、支部（Stelle）、組合（Mitglieder）、班（Zug）と分けられており、それぞれに政治指導者がいた。大管区の範囲は州レベルであり、街区の構成は、約40～60世帯である。また、政権獲得後にドイツの占領区域が増加すると帝国大管区が設置されている。
大管区はナチ党の地方組織としての最大の単位で、そこには大管区指導者（1935年には33人）が置かれた。ベルリン=ブランデンブルク大管区指導者は宣伝全国指導者（宣伝大臣兼務）のゲッベルスであり、彼は全国指導者と大管区指導者を兼任していた唯一の人物であった。また、南ハノーファー・ブラウンシュヴァイク大管区指導者ベルンハルト・ルストは1934年以降、国の文部大臣でもあった。
下位の指導者の人数は1935年時点でそれぞれ管区指導者 (Kreisleiter) は827人、地区指導者 (Ortsgruppenleiter) は20,724人、細胞指導者 (Zellenleiter) は976人、街区指導者 (Blockleiter) は204,359人となっている。

### 突撃隊
当時のドイツの政党は、ドイツ社会民主党の「国旗団」、ドイツ国家人民党の友好団体「鉄兜団」、ドイツ共産党の「赤色戦線戦士同盟」といった、統一された制服を着、旗を掲げて街頭を行進する集団を抱えていた。エルンスト・レームの設立した党内組織の「体育スポーツ局」が改称されて生まれた突撃隊はそのような性格の組織であり、街頭行進や他党の活動妨害を行った。突撃隊はナチス党の知名度を上げるのに役立ったが、後に粗暴なならず者の集団であるという評判が立った。この事が後の長いナイフの夜事件による突撃隊幹部粛清の一因となった。しかしその後も国内最大の組織として存続した。
- 突撃隊指導者： フランツ・プフェファー・フォン・ザロモン - 突撃隊司令官[注釈 9]
- 突撃隊幕僚長 (Der Stabschef der SA)[注釈 10] : エルンスト・レーム (1930-1934)、ヴィクトール・ルッツェ (1934-1943)、ヴィルヘルム・シェップマン (1943-1945)

### 親衛隊
1925年、ヒトラー警護のために突撃隊の下部組織として「親衛隊」が結成される。ハインリヒ・ヒムラーが親衛隊全国指導者となって以降で親衛隊は拡大を続け、党内最重要組織の一つとなった。
- 親衛隊上級指導者 (Oberleiter-SS) : ユリウス・シュレック (1925-1926)
- 親衛隊全国指導者 (Reichsführer des SS) : ヨーゼフ・ベルヒトルト (1926-1927)、エアハルト・ハイデン (1927-1929)、ハインリヒ・ヒムラー (1929-1945)、カール・ハンケ (1945)（ヒトラーの遺言による指名）

1935年には国防軍にも警察にも所属しない軍事組織「親衛隊特務部隊」が設けられた。ここに志願すれば、国防軍と同様義務兵役年限に算入された。1940年には武装親衛隊と改名されて、陸軍・海軍・空軍と並ぶ第四の軍隊と認知された。

### 青少年組織
政権獲得後、18歳以下の青少年は青少年全国指導者が支配する組織への入隊を義務付けられた。
- 統括組織
- ヒトラーユーゲント Hitlerjugend (HJ) - 14-18歳の青年の「よきナチ党員になる」ための教育組織。
  - 青少年全国指導者 (Reichsjugendführer) : バルドゥール・フォン・シーラッハ (1930-1940)、アルトゥール・アクスマン (1940-1945)
- ドイツ女子同盟

### 国家社会主義義勇労働奉仕団
1933年、ナチ党は失業対策に「国家社会主義義勇労働奉仕団」(Erziehung im Nationalsozialismus) を設置し、失業者を雇用した。1935年には他の類似組織と合流し、国家機関である国家労働奉仕団となった。
- 団長 : コンスタンティン・ヒールル

### その他の組織
パートタイム的に招集される一般党員のほか、下記の組織に入ることも出来た。
- 国民社会主義航空軍団 NSFK
- 国民社会主義自動車軍団 NSKK - 当時運転技術は貴重であった。
- 国民社会主義ドイツ学生同盟 NSDStB
- ナチ女性団 NSF
- 国民社会主義大学教員同盟 NSDDB
- 国民社会主義公共福祉 NSV
- 国民社会主義戦争犠牲者福祉 NSKOV
- 国民社会主義ドイツ医師同盟 NSDÄB
- 国民社会主義法律家同盟 NSRB
- 国民社会主義教師同盟 NSLB
- ドイツ官吏全国同盟 RDB

## 党員

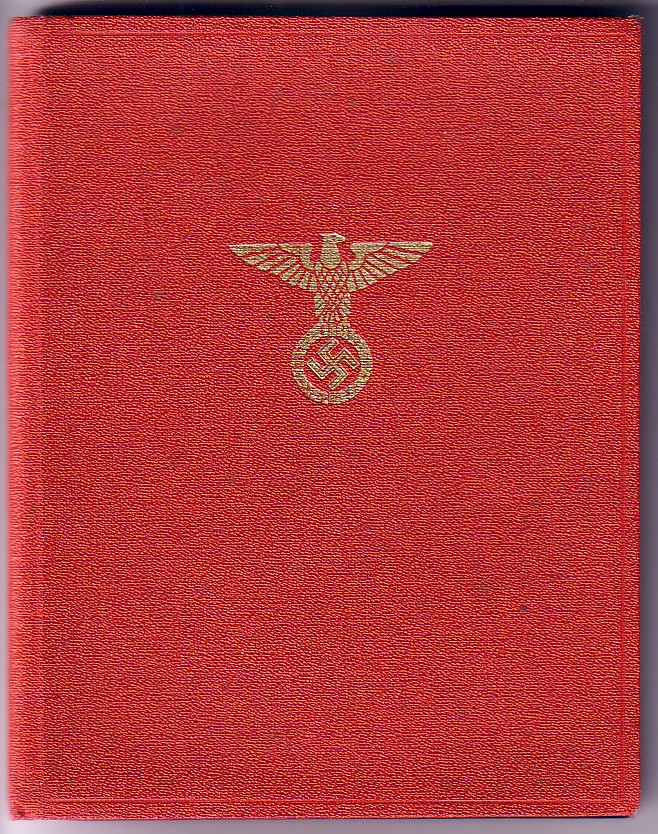
党員手帳

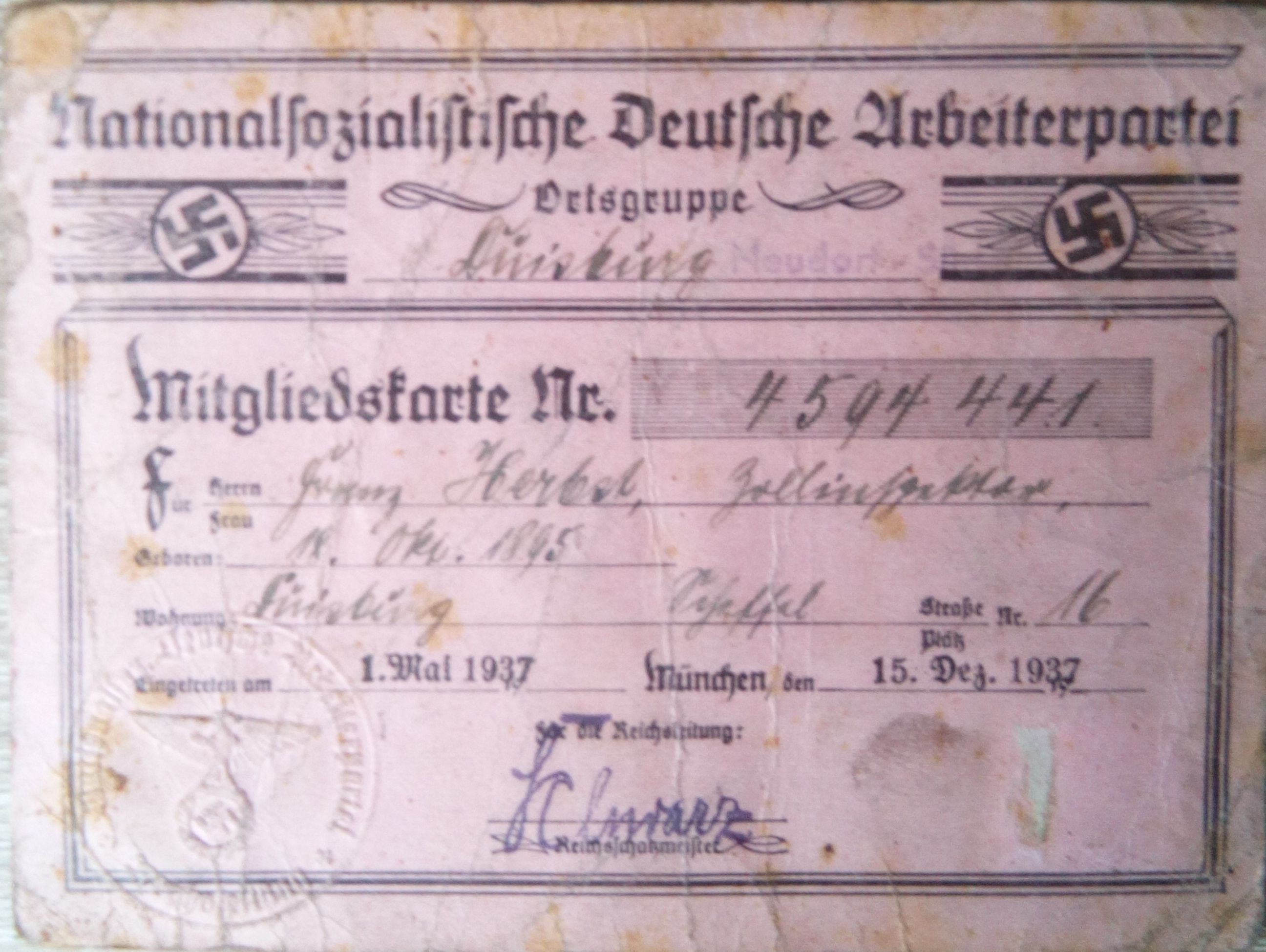
第3版党員証明書

ナチ党の一般的な党員は主として田舎や都市部の中流階級から構成されていた。7%は上流階級に属し、7%は農民であった。35%は産業労働者であり、51%は中流階級に所属した。最大の単一職業集団は小学校教師であった。党が結成された1920年には党員数は約2000人に過ぎなかった。その後フランツ・クサーヴァー・シュヴァルツの提案で党員番号を通し番号にする改革が行われたため、正確な党員数は不明となり、党員番号による推定が行われている。1930年代以降は党員数が飛躍的に上昇し、1932年には最大の党員番号が120万であったが、政権奪取の後はさらに入党希望者が続出し、年末には党員番号が390万を超えるまでに膨れあがっていた。このため1933年4月には新規入党を制限する措置が執られ、それ以降の党員数の伸びはほとんど無くなった（ナチ党入党制限）。しかし1939年5月以降新規入党制限が撤廃され、1945年の段階で党員番号は850万を超えていた。
ナチス、ナチなどと言った場合はナチスの党員を指す場合もある。戦後に何度も来日して現在でも日本で人気が高い世界的指揮者のヘルベルト・フォン・カラヤンもナチスの党員であり、ヒトラーと顔見知りであった。

### 党員証明書・手帳
新規入党した党員には、党員証明書（Partei-Mitgliedskarte）が発行された。党員証明書の表には党員の個人情報、裏面には年間の党費切手が貼り付けられた。2年間、党への在籍と党費の支払いを満了した者には、党員手帳（Partei-Mitgliedsbuch）が発行された。

### 党員の制服

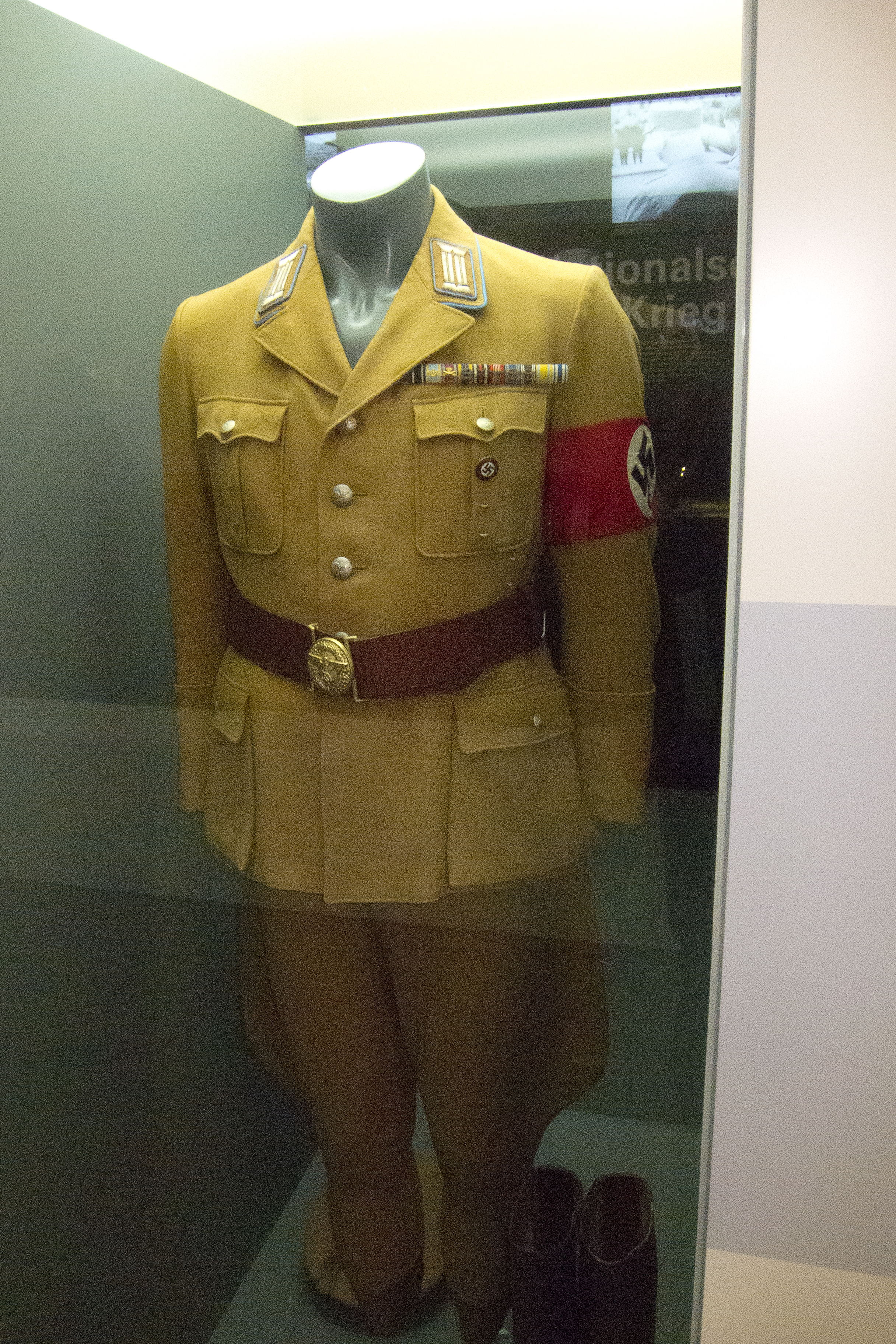
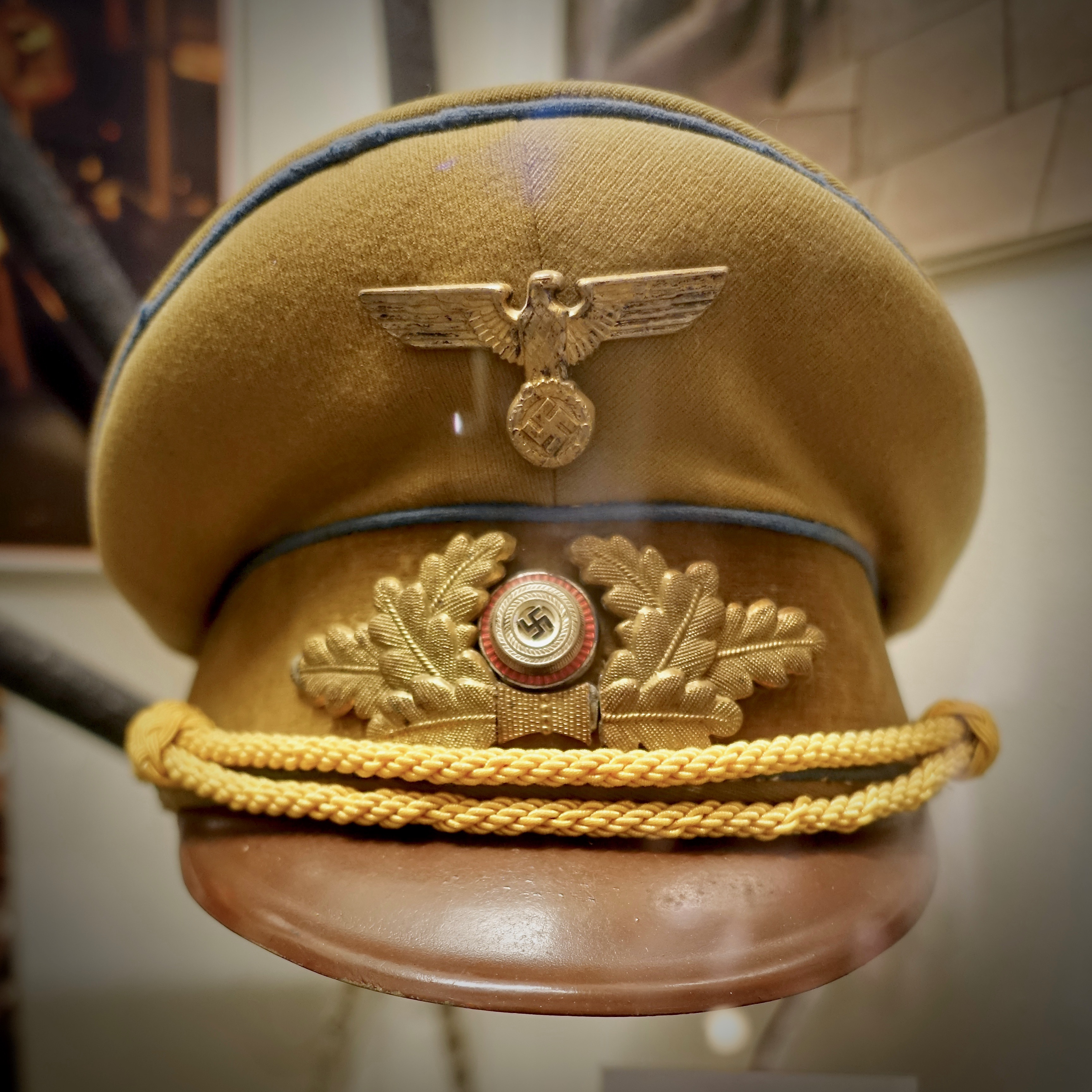

#### 党員証明書
（上記から）
- 所属地区
- 党員番号
- 性別・氏名
- 出生時の姓（旧姓）
- 住所
- 入党年月日/発行年月日
- 党全国指導部入党認可記名

#### 党員手帳
（上記から）
- 党員番号
- 氏名
- 資格及び職業
- 住所
- 生年月日
- 出身地
- 入党申請年月日
- 離党申請年月日
- 再入党申請年月日
- 党本部認可年月日
- 総統署名・全国財政指導者署名

### 党員数
| 年月日         | 推定党員数 |
| -------------- | ---------- |
| 1919年末       | 64         |
| 1920年末       | 3,000      |
| 1921年末       | 6,000      |
| 1923年11月23日 | 55,787     |
| 1925年末       | 27,117     |
| 1926年末       | 49,523     |
| 1927年末       | 72,590     |
| 1928年末       | 108,717    |
| 1929年末       | 176,426    |
| 1930年末       | 389,000    |
| 1931年末       | 806,294    |
| 1932年4月      | 1,000,000  |
| 1932年末       | 1,200,000  |
| 1933年末       | 3,900,000  |

### 党員の階級
党員の階級は30以上に分けられており襟章を用いた。下記の表は1939年導入時のもの。

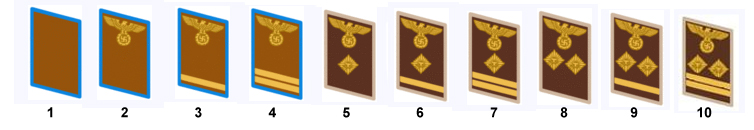

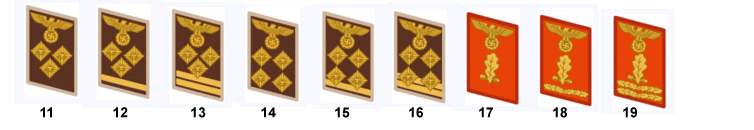

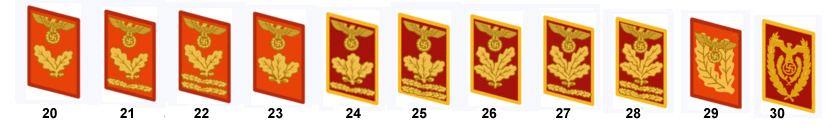

| 官位                     | 識別色                             | 縁取                            |
| ------------------------ | ---------------------------------- | ------------------------------- |
| 全国指導部 Reichsleitung | ダークワインレッド (dunkelweinrot) | サルファイエロー (schwefelgelb) |
| 大管区指導部 Gauleitung  | ヴァーミリオン (Zinnoberrot)       | バーガンディー (burgundrot)     |
| 管区指導部 Kreisleitung  | ダークブラウン (dunkelbraun)       | ホワイト (weiß)                 |
| 地区指導部 Ortsgruppen   | ライトブラウン (hellbraun)         | ライトブルー (hellblau)         |

### 階級区分
| 指導部区分                     | 階級                     | 訳                 | 襟章 |
| ------------------------------ | ------------------------ | ------------------ | ---- |
| 全国指導部員のみ               | Reichsleiter             | 全国指導者         |      |
| 全国指導部員のみ               | Gauleiter                | 大管区指導者       |      |
| 全国・大管区指導部員のみ       | Hauptbefehlsleiter       | 最高発令官         |      |
| 全国・大管区指導部員のみ       | Oberbefehlsleiter        | 上級発令官         |      |
| 全国・大管区指導部員のみ       | Befehlsleiter            | 発令官             |      |
| 全国・大管区指導部員のみ       | Hauptdienstleiter        | 最高幹事長         |      |
| 全国・大管区指導部員のみ       | Oberdienstleiter         | 幹事長             |      |
| 全国・大管区・管区指導部員のみ | Dienstleiter             | 幹事               |      |
| 全国・大管区・管区指導部員のみ | Hauptbereichsleiter      | 高級地域指導者     |      |
| 全国・大管区・管区指導部員のみ | Oberbereichsleiter       | 上級地域指導者     |      |
| 全国・大管区・管区指導部員のみ | Bereichsleiter           | 地域指導者         |      |
| 全国・大管区・管区指導部員のみ | Hauptabschnittsleiter    | 高級区域指導者     |      |
| 全指導部員                     | Oberabschnittsleiter     | 上級区域指導者     |      |
| 全指導部員                     | Abschnittsleiter         | 区域指導者         |      |
| 全指導部員                     | Hauptgemeinschaftsleiter | 高級集団指導者     |      |
| 全指導部員                     | Obergemeinschaftsleiter  | 上級集団指導者     |      |
| 全指導部員                     | Gemeinschaftsleiter      | 集団指導者         |      |
| 全指導部員                     | Haupteinsatzleiter       | 高級行動指導者     |      |
| 全指導部員                     | Obereinsatzleiter        | 上級行動指導者     |      |
| 全指導部員                     | Einsatzleiter            | 行動指導者         |      |
| 全指導部員                     | Hauptbereitschaftsleiter | 高級機動指導者     |      |
| 全指導部員                     | Oberbereitschaftsleiter  | 上級機動指導者     |      |
| 全指導部員                     | Bereitschaftsleiter      | 機動指導者         |      |
| 全指導部員                     | Hauptarbeitsleiter       | 高級作業指導者     |      |
| 全指導部員                     | Oberarbeitsleiter        | 上級作業指導者     |      |
| 全指導部員                     | Arbeitsleiter            | 作業指導者         |      |
| 全指導部員                     | Oberhelfer               | 上級補佐役         |      |
| 全指導部員                     | Helfer                   | 補佐役             |      |
| 全指導部員                     | Anwärter (Partei)        | 党員候補           |      |
| 全指導部員                     | Anwärter (Nicht Partei)  | （非党員）党員候補 |      |

### ドイツ国防軍におけるナチ党員
ヴァイマル共和国軍においては1921年の防衛法により、将兵が政党の党員となることは禁じられていた。しかしナチ党員が軍において勢力を拡大しようとする動きはあり、ウルム国軍訴訟ではこの動きが裁かれている。
政権獲得後はヴァルター・フォン・ライヒェナウなど入党する将官も現れ、高位の将兵には親衛隊名誉指導者などの名誉党員としての待遇を受けるものも現れた。
1934年7月3日に国防大臣ヴェルナー・フォン・ブロンベルクが公布した命令により、国防省の官吏及び雇員は突撃隊、親衛隊、ヒトラーユーゲントに加入することが禁じられた。また1935年5月21日の改正防衛法により、兵役期間中にはナチ党員としての資格が停止されることとなり、9月10日の政令により、党の役職につくことも禁じられた。ただし党員であること自体はその数週間後のヒトラーとブロンベルクとの協定により認められるようになった。

## 党のシンボル

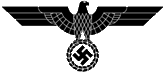
鉤十字と鷲のシンボル

党では1920年5月の創立集会に合わせ新たなシンボルを公募、シュタルンベルク湖在住の歯科医で初期からの党員だったフリードリヒ・クローンの「ハーケンクロイツ（鉤十字）」をヒトラーが気に入り採用された。これは義勇軍「エアハルト旅団」（de）（「コンスル」の前身）が使用していた鉤十字を下地にデザインしたものに修正を加えたものである。党旗の赤と黒は「血と大地」を表すとされる。赤・黒・白の組み合わせは旧ドイツ帝国旗に使用されたもので、現在の国旗に無い白はプロイセンの旗を表している。ヒトラーは、赤は社会的理念、白は国家主義的理念、ハーケンクロイツ（鉤十字）は古代ヒンズーの印を増幅したものであり、これはアーリア民族の勝利のために戦う使命を表しているとした。またナチ党は円や背景のないハーケンクロイツも使用した。また円で囲ったハーケンクロイツの上に、ローマ帝国や神聖ローマ帝国、オーストリア帝国、プロイセンなどでシンボルとされた鷲を配した紋章も使われた。
ナチ党は複数の党歌を採用したが、その中で最もよく知られているのが『旗を高く掲げよ』（ホルスト・ヴェッセル・リート）である。1930年に共産党員により命を落とした突撃隊員ホルスト・ヴェッセルが作詞したもので、当時流行していた歌謡曲（原曲はオペラの曲）がつけられ、党員の間で大流行した。やがては対立政党が揶揄するために替え歌を作るなど、ナチ党の象徴として扱われた。ヒトラーが政権の座に就くと第二の国歌的に扱われた。また、イギリスファシスト連合やファランヘ党等海外のファシスト政党の間でも歌詞を変えて歌われている。

## 関連施設

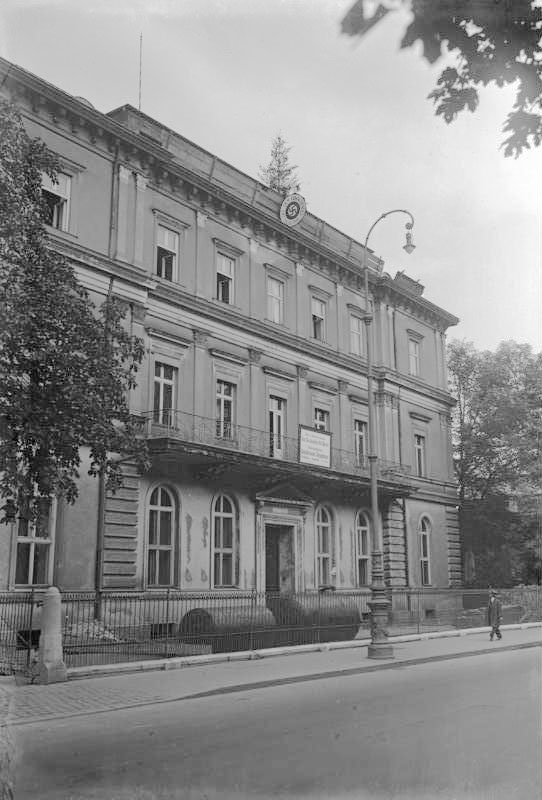
ミュンヘンの「褐色館」

党の発祥の地であるミュンヘンには通称「褐色館」と呼ばれる本部が置かれた。隣接してミュンヘンの総統官邸も置かれた。戦後、党本部は破壊されたが、総統官邸はミュンヘン音楽・演劇大学の校舎として残っている。
党大会が開かれる場所であったニュルンベルクのツェッペリン広場には党大会用の施設が建設され、現在も競技場として使用されている。
創設当時の党が大会を開き、ミュンヘン一揆の舞台となったビアホールビュルガーブロイケラーは党の聖地視され、毎年ミュンヘン一揆の記念日にはヒトラーが古参党員を前に演説した。ビュルガーブロイケラーは1979年まで存在していたが、現在は案内板が残るのみとなっている。
ベルヒテスガーデン近郊オーバーザルツベルクにはヒトラーの別荘ベルクホーフが存在し、後にはオーバーザルツベルク一帯が党の所有となった。ヒトラーはベルクホーフでの生活を好み、長い期間をそこで過ごした。オーバーザルツベルクには党幹部達の別荘も置かれたが、大半が終戦間際の空襲と親衛隊員による破壊で焼失した。しかしヒトラーのもう一つの別荘であったケールシュタインハウスは現存している。

## プロパガンダ
党は多くの機関紙や雑誌を発刊し、選挙戦術や国内統制に利用した。また、党幹部やグループもそれぞれの新聞や雑誌を発売し、その総数は調査によってもはっきりしなかった。中心となったのはヒトラーが自ら買収交渉に参加したこともあるフェルキッシャー・ベオバハターであり、1926年から1930年にかけては他の新聞や雑誌は十分に機能していたとは言えなかった。
1930年の躍進以前は各新聞の状況は苦しく、発行費や配達費を捻出するため苦労したり、相互で争うこともあった。幹部の一人ユリウス・シュトライヒャーは、自ら発行する新聞シュテュルマーを発刊するため、同じく幹部のゴットフリート・フェーダーの新聞への妨害を行い、廃刊に追い込んでいる。また幹部同士の争いが各新聞紙上で行われることもあった。
1930年の選挙による大躍進以降は発行部数、種類ともに大幅に増加している。同時代には1932年3月時点で120のナチス系定期刊行物が挙げられているが、戦後にペーター・シュタインが行った調査では、同時期のものとして159の新聞が挙げられている。
ナチス党のプロパガンディストとして最も知られているのがヨーゼフ・ゲッベルスである。ゲッベルスは「ボリシェヴィキどもからは、とくにそのプロパガンダにおいて、多くを学ぶことができる。」と日記に記しており、政敵の共産党の手法を利用し、かつそれを凌駕する規模で行った。
戸別訪問、党専属の楽団、膨大な量のビラ・ポスターの配布や、対立する政治家に対する猛烈なネガティブ・キャンペーン、ラジオを利用した政見放送、航空機を利用した遊説旅行、町の壁を埋め尽くすポスター等は他党のそれを上まわる強烈なインパクトを与えた。また娯楽の中にさりげなく党の宣伝を織り交ぜる手法で宣伝効果を浸透させる手法を用いている。
宣伝全国指導者であったゲッベルスは1927年に首都ベルリンで新聞『デア・アングリフ』紙を発刊した。この新聞は『フェルキッシャー・ベオバハター』と同じく、プロパガンダとして成功した珍しい例である。新聞は他の新聞や他の政党を大きな活字で口汚く罵るもので、攻撃された新聞が反論の記事を書けば書くほど、ナチスの宣伝になってしまう効果もあったため、わざと讒言で他紙を「釣る」ことすらあった。また、時にはテロに訴えることもあった。1930年2月23日、党員ホルスト・ヴェッセルが共産党員アルブレヒト・ヘーラー(de:Albrecht Höhler)に暗殺されるが、ゲッベルスはヴェッセルを殉教者に祭り上げ、盛大な葬儀を行って共産党に対する憎悪を煽り立てた。ヴェッセルが作詞した「旗を高く掲げよ」は、最も著名なナチ党党歌として知られる。
1932年にはナチス系新聞は78万部を発行していた。
さらにナチ党は政府の権力を用いた言論統制や、退廃芸術等に見られるような価値観統一政策、「強制的同一化」に乗りだしている。1933年3月には国民啓蒙・宣伝省が設置され、ゲッベルスが国民啓蒙・宣伝大臣に任命された。政権獲得後の1933年にはナチス系新聞の発行部数は319万部にのぼり、さらに他の新聞や雑誌も次々とナチスの支配下に置かれた。ただし幹部同士が新聞紙上で争うことは続いており、ゲッベルスも対応を行うことを検討している。

## 選挙結果

### 国会
| 国会(Reichstag)におけるナチ党の党勢 | 国会(Reichstag)におけるナチ党の党勢 | 国会(Reichstag)におけるナチ党の党勢 | 国会(Reichstag)におけるナチ党の党勢 | 国会(Reichstag)におけるナチ党の党勢 |
| 選挙日                              | 得票                                | 得票率                              | 議席数 (総議席数)                   | 議席順位                            |
| ----------------------------------- | ----------------------------------- | ----------------------------------- | ----------------------------------- | ----------------------------------- |
| 1924年5月4日                        | 1,918,329票                         | 6.5%                                | 32議席 (472議席)                    | 第6党                               |
| 1924年12月7日                       | 907,242票                           | 3.0%                                | 14議席 (493議席)                    | 第8党                               |
| 1928年5月20日                       | 810,127票                           | 2.6%                                | 12議席 (491議席)                    | 第9党                               |
| 1930年9月14日                       | 6,379,672票                         | 18.3%                               | 107議席 (577議席)                   | 第2党                               |
| 1932年7月31日                       | 13,745,680票                        | 37.3%                               | 230議席 (608議席)                   | 第1党                               |
| 1932年11月6日                       | 11,737,021票                        | 33.1%                               | 196議席 (584議席)                   | 第1党                               |
| 1933年3月5日                        | 17,277,180票                        | 43.9%                               | 288議席 (647議席)                   | 第1党                               |
| 出典：Gonschior.de                  |                                     |                                     |                                     |                                     |

### 大統領選挙
| 選挙日                  | 党の大統領候補     | 得票         | 得票率 | 結果 |
| ----------------------- | ------------------ | ------------ | ------ | ---- |
| 1932年3月13日(一次投票) | アドルフ・ヒトラー | 11,339,446票 | 30.1%  | 落選 |
| 1932年4月10日(二次投票) | アドルフ・ヒトラー | 13,418,517票 | 36.8%  | 落選 |
| 出典：Gonschior.de      |                    |              |        |      |

### プロイセン州議会
| プロイセン州議会におけるナチ党の党勢 | プロイセン州議会におけるナチ党の党勢 | プロイセン州議会におけるナチ党の党勢 | プロイセン州議会におけるナチ党の党勢 | プロイセン州議会におけるナチ党の党勢 |
| 選挙日                               | 得票                                 | 得票率                               | 議席数 (総議席数)                    | 議席順位                             |
| ------------------------------------ | ------------------------------------ | ------------------------------------ | ------------------------------------ | ------------------------------------ |
| 1924年12月7日                        | 454,886票                            | 2.5%                                 | 11議席 (450議席)                     | 第7党                                |
| 1928年5月20日                        | 346,771票                            | 1.8%                                 | 6議席 (450議席)                      | 第9党                                |
| 1932年4月24日                        | 8,007,384票                          | 36.3%                                | 162議席 (423議席)                    | 第1党                                |
| 1933年3月5日                         | 10,312,090票                         | 43.2%                                | 211議席 (476議席)                    | 第1党                                |
| 出典：Gonschior.de                   |                                      |                                      |                                      |                                      |

### バイエルン州議会
| バイエルン州議会におけるナチ党の党勢 | バイエルン州議会におけるナチ党の党勢 | バイエルン州議会におけるナチ党の党勢 | バイエルン州議会におけるナチ党の党勢 | バイエルン州議会におけるナチ党の党勢 |
| 選挙日                               | 得票                                 | 得票率                               | 議席数 (総議席数)                    | 議席順位                             |
| ------------------------------------ | ------------------------------------ | ------------------------------------ | ------------------------------------ | ------------------------------------ |
| 1924年4月6日/5月4日                  | 512,271票                            | 17.1%                                | 23議席 (129議席)                     | 第2党                                |
| 1928年5月20日                        | 203,115票                            | 6.1%                                 | 9議席 (128議席)                      | 第5党                                |
| 1932年4月24日                        | 1,270,792票                          | 32.5%                                | 43議席 (128議席)                     | 第2党                                |
| 1933年3月5日                         | 1,910,777票                          | 43.1%                                | 48議席 (110議席)                     | 第1党                                |
| 出典：Gonschior.de                   |                                      |                                      |                                      |                                      |

### ザクセン州議会
| ザクセン州議会におけるナチ党の党勢 | ザクセン州議会におけるナチ党の党勢 | ザクセン州議会におけるナチ党の党勢 | ザクセン州議会におけるナチ党の党勢 | ザクセン州議会におけるナチ党の党勢 |
| 選挙日                             | 得票                               | 得票率                             | 議席数 (総議席数)                  | 議席順位                           |
| ---------------------------------- | ---------------------------------- | ---------------------------------- | ---------------------------------- | ---------------------------------- |
| 1926年10月31日                     | 37,725票                           | 1.6%                               | 2議席 (96議席)                     | 第9党                              |
| 1929年5月12日                      | 133,958票                          | 5.0%                               | 5議席 (96議席)                     | 第6党                              |
| 1930年6月22日                      | 376,769票                          | 14.4%                              | 14議席 (96議席)                    | 第2党                              |
| 1933年3月5日                       | 1,517,851票                        | 45.0%                              | 38議席 (85議席)                    | 第1党                              |
| 出典：Gonschior.de                 |                                    |                                    |                                    |                                    |

### ヴュルテンベルク州議会
| ヴュルテンベルク州議会におけるナチ党の党勢 | ヴュルテンベルク州議会におけるナチ党の党勢 | ヴュルテンベルク州議会におけるナチ党の党勢 | ヴュルテンベルク州議会におけるナチ党の党勢 | ヴュルテンベルク州議会におけるナチ党の党勢 |
| 選挙日                                     | 得票                                       | 得票率                                     | 議席数 (総議席数)                          | 議席順位                                   |
| ------------------------------------------ | ------------------------------------------ | ------------------------------------------ | ------------------------------------------ | ------------------------------------------ |
| 1924年5月4日                               | 47,301票                                   | 4.0%                                       | 3議席 (80議席)                             | 第7党                                      |
| 1928年5月20日                              | 20,342票                                   | 1.8%                                       | 0議席 (80議席)                             | 議席無                                     |
| 1932年4月24日                              | 328,320票                                  | 26.4%                                      | 23議席 (80議席)                            | 第1党                                      |
| 1933年3月5日                               | 647,883票                                  | 42.0%                                      | 26議席 (60議席)                            | 第1党                                      |
| 出典：Gonschior.de                         |                                            |                                            |                                            |                                            |

### バーデン州議会
| バーデン州議会におけるナチ党の党勢 | バーデン州議会におけるナチ党の党勢 | バーデン州議会におけるナチ党の党勢 | バーデン州議会におけるナチ党の党勢 | バーデン州議会におけるナチ党の党勢 |
| 選挙日                             | 得票                               | 得票率                             | 議席数 (総議席数)                  | 議席順位                           |
| ---------------------------------- | ---------------------------------- | ---------------------------------- | ---------------------------------- | ---------------------------------- |
| 1925年10月25日                     | 8,917票                            | 1.7%                               | 0議席 (72議席)                     | 議席無                             |
| 1929年10月27日                     | 65,121票                           | 7.0%                               | 6議席 (88議席)                     | 第4党                              |
| 1933年3月5日                       | 627,156票                          | 45.4%                              | 30議席 (63議席)                    | 第1党                              |
| 出典：Gonschior.de                 |                                    |                                    |                                    |                                    |

### テューリンゲン州議会
| テューリンゲン州議会におけるナチ党の党勢 | テューリンゲン州議会におけるナチ党の党勢 | テューリンゲン州議会におけるナチ党の党勢 | テューリンゲン州議会におけるナチ党の党勢 | テューリンゲン州議会におけるナチ党の党勢 |
| 選挙日                                   | 得票                                     | 得票率                                   | 議席数 (総議席数)                        | 議席順位                                 |
| ---------------------------------------- | ---------------------------------------- | ---------------------------------------- | ---------------------------------------- | ---------------------------------------- |
| 1924年2月10日                            | 81,412票                                 | 9.3%                                     | 7議席 (72議席)                           | 第4党                                    |
| 1927年1月30日                            | 27,946票                                 | 3.5%                                     | 2議席 (56議席)                           | 第5党                                    |
| 1929年12月8日                            | 90,159票                                 | 11.3%                                    | 6議席 (53議席)                           | 第3党                                    |
| 1932年7月31日                            | 395,321票                                | 42.5%                                    | 26議席 (61議席)                          | 第1党                                    |
| 1933年3月5日                             | 483,026票                                | 47.6%                                    | 29議席 (60議席)                          | 第1党                                    |
| 出典：Gonschior.de                       |                                          |                                          |                                          |                                          |

### ヘッセン州議会
| ヘッセン州議会におけるナチ党の党勢 | ヘッセン州議会におけるナチ党の党勢 | ヘッセン州議会におけるナチ党の党勢 | ヘッセン州議会におけるナチ党の党勢 | ヘッセン州議会におけるナチ党の党勢 |
| 選挙日                             | 得票                               | 得票率                             | 議席数 (総議席数)                  | 議席順位                           |
| ---------------------------------- | ---------------------------------- | ---------------------------------- | ---------------------------------- | ---------------------------------- |
| 1924年12月7日                      | 8,478票                            | 1.4%                               | 1議席 (70議席)                     | 第8党                              |
| 1927年11月13日                     | 不出馬                             | 不出馬                             | 不出馬                             | 不出馬                             |
| 1931年11月15日                     | 291,183票                          | 37.1%                              | 27議席 (70議席)                    | 第1党                              |
| 1932年6月19日                      | 328,306票                          | 44.0%                              | 32議席 (70議席)                    | 第1党                              |
| 1933年3月5日                       | 420,513票                          | 47.4%                              | 26議席 (50議席)                    | 第1党                              |
| 出典：Gonschior.de                 |                                    |                                    |                                    |                                    |

### ハンブルク市議会
| ハンブルク市議会におけるナチ党の党勢 | ハンブルク市議会におけるナチ党の党勢 | ハンブルク市議会におけるナチ党の党勢 | ハンブルク市議会におけるナチ党の党勢 | ハンブルク市議会におけるナチ党の党勢 |
| 選挙日                               | 得票                                 | 得票率                               | 議席数 (総議席数)                    | 議席順位                             |
| ------------------------------------ | ------------------------------------ | ------------------------------------ | ------------------------------------ | ------------------------------------ |
| 1924年10月26日                       | 13,495票                             | 2.5%                                 | 4議席 (160議席)                      | 第6党                                |
| 1927年10月9日                        | 9,754票                              | 1.5%                                 | 2議席 (160議席)                      | 第7党                                |
| 1928年2月19日                        | 14,760票                             | 2.2%                                 | 3議席 (160議席)                      | 第7党                                |
| 1931年9月27日                        | 202,506票                            | 26.3%                                | 43議席 (160議席)                     | 第2党                                |
| 1932年4月24日                        | 233,750票                            | 31.2%                                | 51議席 (160議席)                     | 第1党                                |
| 1933年3月5日                         | 318,746票                            | 38.9%                                | 51議席 (128議席)                     | 第1党                                |
| 出典：Gonschior.de                   |                                      |                                      |                                      |                                      |

### メクレンブルク＝シュヴェーリン州議会
| メクレンブルク＝シュヴェーリン州議会におけるナチ党の党勢 | メクレンブルク＝シュヴェーリン州議会におけるナチ党の党勢 | メクレンブルク＝シュヴェーリン州議会におけるナチ党の党勢 | メクレンブルク＝シュヴェーリン州議会におけるナチ党の党勢 | メクレンブルク＝シュヴェーリン州議会におけるナチ党の党勢 |
| 選挙日                                                   | 得票                                                     | 得票率                                                   | 議席数 (総議席数)                                        | 議席順位                                                 |
| -------------------------------------------------------- | -------------------------------------------------------- | -------------------------------------------------------- | -------------------------------------------------------- | -------------------------------------------------------- |
| 1926年6月6日                                             | 4,607票                                                  | 1.7%                                                     | 0議席 (50議席)                                           | 議席無                                                   |
| 1927年5月22日                                            | 5,611票                                                  | 1.8%                                                     | 0議席 (52議席)                                           | 議席無                                                   |
| 1929年6月23日                                            | 12,721票                                                 | 4.1%                                                     | 2議席 (51議席)                                           | 第4党                                                    |
| 1932年6月5日                                             | 177,076票                                                | 49.0%                                                    | 30議席 (59議席)                                          | 第1党                                                    |
| 1933年3月5日                                             | 197,303票                                                | 48.5%                                                    | 24議席 (48議席)                                          | 第1党                                                    |
| 出典：Gonschior.de                                       |                                                          |                                                          |                                                          |                                                          |

### オルデンブルク州議会
| オルデンブルク州議会におけるナチ党の党勢 | オルデンブルク州議会におけるナチ党の党勢 | オルデンブルク州議会におけるナチ党の党勢 | オルデンブルク州議会におけるナチ党の党勢 | オルデンブルク州議会におけるナチ党の党勢 |
| 選挙日                                   | 得票                                     | 得票率                                   | 議席数 (総議席数)                        | 議席順位                                 |
| ---------------------------------------- | ---------------------------------------- | ---------------------------------------- | ---------------------------------------- | ---------------------------------------- |
| 1925年5月24日                            | 4,404票                                  | 2.5%                                     | 1議席 (40議席)                           | 第5党                                    |
| 1928年5月20日                            | 17,457票                                 | 7.5%                                     | 3議席 (48議席)                           | 第5党                                    |
| 1931年5月17日                            | 97,802票                                 | 37.2%                                    | 19議席 (48議席)                          | 第1党                                    |
| 1932年5月29日                            | 131,543票                                | 48.4%                                    | 24議席 (46議席)                          | 第1党                                    |
| 1933年3月5日                             | 150,500票                                | 46.5%                                    | 18議席 (36議席)                          | 第1党                                    |
| 出典：Gonschior.de                       |                                          |                                          |                                          |                                          |

### ブラウンシュヴァイク州議会
| ブラウンシュヴァイク州議会におけるナチ党の党勢 | ブラウンシュヴァイク州議会におけるナチ党の党勢 | ブラウンシュヴァイク州議会におけるナチ党の党勢 | ブラウンシュヴァイク州議会におけるナチ党の党勢 | ブラウンシュヴァイク州議会におけるナチ党の党勢 |
| 選挙日                                         | 得票                                           | 得票率                                         | 議席数 (総議席数)                              | 議席順位                                       |
| ---------------------------------------------- | ---------------------------------------------- | ---------------------------------------------- | ---------------------------------------------- | ---------------------------------------------- |
| 1924年12月7日                                  | 9,479票                                        | 3.4%                                           | 1議席 (48議席)                                 | 第7党                                          |
| 1927年11月27日                                 | 10,358票                                       | 3.7%                                           | 1議席 (48議席)                                 | 第8党                                          |
| 1930年9月14日                                  | 67,902票                                       | 22.2%                                          | 9議席 (40議席)                                 | 第3党                                          |
| 1933年3月5日                                   | 162,200票                                      | 49.1%                                          | 29議席 (56議席)                                | 第1党                                          |
| 出典：Gonschior.de                             |                                                |                                                |                                                |                                                |

### アンハルト州議会
| アンハルト州議会におけるナチ党の党勢 | アンハルト州議会におけるナチ党の党勢 | アンハルト州議会におけるナチ党の党勢 | アンハルト州議会におけるナチ党の党勢 | アンハルト州議会におけるナチ党の党勢 |
| 選挙日                               | 得票                                 | 得票率                               | 議席数 (総議席数)                    | 議席順位                             |
| ------------------------------------ | ------------------------------------ | ------------------------------------ | ------------------------------------ | ------------------------------------ |
| 1924年6月22日                        | 7,189票                              | 4.1%                                 | 2議席 (36議席)                       | 第6党                                |
| 1924年11月9日                        | 7,958票                              | 4.1%                                 | 1議席 (36議席)                       | 第5党                                |
| 1928年5月20日                        | 4,117票                              | 2.1%                                 | 1議席 (36議席)                       | 第8党                                |
| 1932年4月24日                        | 89,652票                             | 40.9%                                | 15議席 (36議席)                      | 第1党                                |
| 1933年3月5日                         | 107,186票                            | 46.1%                                | 14議席 (30議席)                      | 第1党                                |
| 出典：Gonschior.de                   |                                      |                                      |                                      |                                      |

### ブレーメン市議会
| ブレーメン市議会におけるナチ党の党勢 | ブレーメン市議会におけるナチ党の党勢 | ブレーメン市議会におけるナチ党の党勢 | ブレーメン市議会におけるナチ党の党勢 | ブレーメン市議会におけるナチ党の党勢 |
| 選挙日                               | 得票                                 | 得票率                               | 議席数 (総議席数)                    | 議席順位                             |
| ------------------------------------ | ------------------------------------ | ------------------------------------ | ------------------------------------ | ------------------------------------ |
| 1923年11月18日                       | 10,963票                             | 6.2%                                 | 7議席 (120議席)                      | 第6党                                |
| 1924年12月7日                        | 7,432票                              | 4.1%                                 | 4議席 (120議席)                      | 第7党                                |
| 1927年11月13日                       | 57,728票                             | 28.8%                                | 35議席 (120議席)                     | 第2党                                |
| 1930年11月30日                       | 51,327票                             | 25.4%                                | 32議席 (120議席)                     | 第2党                                |
| 1933年3月5日                         | 78,234票                             | 32.7%                                | 32議席 (96議席)                      | 第1党                                |
| 出典：Gonschior.de                   |                                      |                                      |                                      |                                      |

### リッペ州議会
| リッペ州議会におけるナチ党の党勢 | リッペ州議会におけるナチ党の党勢 | リッペ州議会におけるナチ党の党勢 | リッペ州議会におけるナチ党の党勢 | リッペ州議会におけるナチ党の党勢 |
| 選挙日                           | 得票                             | 得票率                           | 議席数 (総議席数)                | 議席順位                         |
| -------------------------------- | -------------------------------- | -------------------------------- | -------------------------------- | -------------------------------- |
| 1925年1月18日                    | 678票                            | 0.8%                             | 0議席 (21議席)                   | 議席無                           |
| 1929年1月6日                     | 2,713票                          | 3.4%                             | 0議席 (21議席)                   | 議席無                           |
| 1933年1月15日                    | 39,064票                         | 39.5%                            | 9議席 (21議席)                   | 第1党                            |
| 1933年3月5日                     | 48,921票                         | 47.1%                            | 10議席 (18議席)                  | 第1党                            |
| 出典：Gonschior.de               |                                  |                                  |                                  |                                  |

### リューベック市議会
| リューベック市議会におけるナチ党の党勢 | リューベック市議会におけるナチ党の党勢 | リューベック市議会におけるナチ党の党勢 | リューベック市議会におけるナチ党の党勢 | リューベック市議会におけるナチ党の党勢 |
| 選挙日                                 | 得票                                   | 得票率                                 | 議席数 (総議席数)                      | 議席順位                               |
| -------------------------------------- | -------------------------------------- | -------------------------------------- | -------------------------------------- | -------------------------------------- |
| 1924年2月10日                          | 5,402票                                | 7.4%                                   | 6議席 (80議席)                         | 第6党                                  |
| 1926年11月14日                         | 不出馬                                 | 不出馬                                 | 不出馬                                 | 不出馬                                 |
| 1929年11月10日                         | 6,347票                                | 8.1%                                   | 6議席 (80議席)                         | 第4党                                  |
| 1932年11月13日                         | 27,689票                               | 33.1%                                  | 27議席 (80議席)                        | 第2党                                  |
| 1933年3月5日                           | 38,217票                               | 42.8%                                  | 22議席 (50議席)                        | 第1党                                  |
| 出典：Gonschior.de                     |                                        |                                        |                                        |                                        |

### メクレンブルク＝シュトレーリッツ州議会
| メクレンブルク＝シュトレーリッツ州議会におけるナチ党の党勢 | メクレンブルク＝シュトレーリッツ州議会におけるナチ党の党勢 | メクレンブルク＝シュトレーリッツ州議会におけるナチ党の党勢 | メクレンブルク＝シュトレーリッツ州議会におけるナチ党の党勢 | メクレンブルク＝シュトレーリッツ州議会におけるナチ党の党勢 |
| 選挙日                                                     | 得票                                                       | 得票率                                                     | 議席数 (総議席数)                                          | 議席順位                                                   |
| ---------------------------------------------------------- | ---------------------------------------------------------- | ---------------------------------------------------------- | ---------------------------------------------------------- | ---------------------------------------------------------- |
| 1932年3月13日                                              | 14,235票                                                   | 23.9%                                                      | 9議席 (35議席)                                             | 第3党                                                      |
| 1933年3月5日                                               | 32,707票                                                   | 51.6%                                                      | 9議席 (16議席)                                             | 第1党                                                      |
| 出典：Gonschior.de                                         |                                                            |                                                            |                                                            |                                                            |

### シャウムブルク＝リッペ州議会
| シャウムブルク＝リッペ州議会におけるナチ党の党勢 | シャウムブルク＝リッペ州議会におけるナチ党の党勢 | シャウムブルク＝リッペ州議会におけるナチ党の党勢 | シャウムブルク＝リッペ州議会におけるナチ党の党勢 | シャウムブルク＝リッペ州議会におけるナチ党の党勢 |
| 選挙日                                           | 得票                                             | 得票率                                           | 議席数 (総議席数)                                | 議席順位                                         |
| ------------------------------------------------ | ------------------------------------------------ | ------------------------------------------------ | ------------------------------------------------ | ------------------------------------------------ |
| 1928年4月29日                                    | 1,690票                                          | 6.8%                                             | 1議席 (15議席)                                   | 第3党                                            |
| 1931年5月3日                                     | 7,854票                                          | 26.9%                                            | 4議席 (15議席)                                   | 第2党                                            |
| 1933年3月5日                                     | 13,690票                                         | 43.4%                                            | 6議席 (12議席)                                   | 第1党                                            |
| 出典：Gonschior.de                               |                                                  |                                                  |                                                  |                                                  |

### ザール地方議会
| ザール地方議会におけるナチ党の党勢 | ザール地方議会におけるナチ党の党勢 | ザール地方議会におけるナチ党の党勢 | ザール地方議会におけるナチ党の党勢 | ザール地方議会におけるナチ党の党勢 |
| 選挙日                             | 得票                               | 得票率                             | 議席数 (総議席数)                  | 議席順位                           |
| ---------------------------------- | ---------------------------------- | ---------------------------------- | ---------------------------------- | ---------------------------------- |
| 1932年3月13日                      | 24,455票                           | 6.7%                               | 2議席 (30議席)                     | 第4党                              |
| 出典：Gonschior.de                 |                                    |                                    |                                    |                                    |

### ダンツィヒ議会
| ダンツィヒ議会におけるナチ党の党勢 | ダンツィヒ議会におけるナチ党の党勢 | ダンツィヒ議会におけるナチ党の党勢 | ダンツィヒ議会におけるナチ党の党勢 | ダンツィヒ議会におけるナチ党の党勢 |
| 選挙日                             | 得票                               | 得票率                             | 議席数 (総議席数)                  | 議席順位                           |
| ---------------------------------- | ---------------------------------- | ---------------------------------- | ---------------------------------- | ---------------------------------- |
| 1927年11月13日                     | 1,483票                            | 0.8%                               | 1議席 (120議席)                    | 第11党                             |
| 1930年11月16日                     | 32,457票                           | 16.4%                              | 12議席 (72議席)                    | 第2党                              |
| 1933年5月28日                      | 107,331票                          | 50.1%                              | 38議席 (72議席)                    | 第1党                              |
| 1935年4月7日                       | 139.423票                          | 59.3%                              | 43議席 (72議席)                    | 第1党                              |
| 出典：Gonschior.de                 |                                    |                                    |                                    |                                    |

## 類似政党
ドイツ本国だけでなく、国外にもナチズムに近い思想を持った政党が存在した。第二次世界大戦時、これらの政党はナチス・ドイツによる傀儡政権の支持政党としても活動したりした。オーストリア・ナチスとズデーテン・ドイツ人党は後にナチス党に合流している。

### ヨーロッパ
- オーストリア国民社会主義ドイツ労働者党（オーストリア・ナチ党）（ドイツ語版） (英語版記事)
- ドイツ国民社会主義労働者党（オーストリア、チェコスロバキア）
- ズデーテン・ドイツ人党（チェコスロバキア）
- 矢十字党（ハンガリー）
- 国民社会主義ブロック (英語版記事)（スウェーデン）
- 国民社会主義労働者党 (英語版記事)（スウェーデン）
- デンマーク国民社会主義労働者党 (英語版記事)
- 国民連合 (ノルウェー)（ノルウェー）
- 国民社会主義同盟 (英語版記事)（イギリス）
- オランダ国民社会主義運動（オランダ）
- 国民社会主義オランダ労働者党（オランダ）
- 国民社会主義運動 (英語版記事)（ブルガリア）
- ギリシャ国民社会主義党（ギリシャ）

### 南北アメリカ
- ドイツ系アメリカ人協会
- 新生ドイツ友の会（アメリカ合衆国）
- 国家統一党（カナダ）
- チリ国民社会主義運動 (英語版記事)

### アフリカ
- 牛車の番人（アフリカーンス語版、英語版）（南アフリカ）
- 灰シャツ隊（南アフリカ）

### 大日本帝国
- 獨逸学協会 - 政治家が多く参加した学術機関。
- 法曹会 - 大日本武徳会の弓道を通し、小山松吉、平沼騏一郎、林頼三郎など大審院幹部の思想検事と、ナチスの禅学者オイゲン・ヘリゲル、同じく伯爵カールフリート・デュルクハイム（英語版）との繋がりがあった[143]。1930年代に司法省からハンス・フランクの法律書の和訳版などを刊行した。
- 国本社 - 平沼騏一郎が発起した国粋主義政党（1921年 - ）。
- 青天会 - 弁護士小川平吉が発起した国粋主義政党（1923年 -）。
- ナチ党日本支部 - ナチ党員ウォルター・ドーナートらが日独文化提携活動をした[144]。
- 帝国弁護士会 - ワシントン海軍軍縮条約破棄活動をした（1934年）。第一東京弁護士会の前身。
- 大政翼賛会 - 挙国一致政党であり、内閣に情報局を結成し検閲やプロパガンダを行った。ただしユダヤ人迫害には賛成していない。

## 戦後

### 非ナチ化
ドイツ国内では刑法第86条でナチズムのプロパガンダ及びそれに類する行為が、民衆扇動罪で特定民族に対し憎悪を煽る行為が禁じられており、ドイツ社会主義帝国党など後継政党と見なされた党は即座に禁止されている。また、オーストリア、ハンガリー、ポーランド、チェコ、フランス、ブラジル等でも同様にナチス関連のプロパガンダを禁じる法律が存在している。
日本では一時期「ドイツではナチス犯罪に時効はない」という報道が行われた事があったが、実際にはドイツ刑法はナチスとは関わりなく「謀殺罪（計画的殺人）」の時効が無いということである。その罪に該当しないナチス時代の犯罪は全て時効が成立している。また、ドイツのEU加盟後は同様の法律をEU圏内に広めることについての論議も行われている。
イスラエルはホロコーストに関するナチス党戦犯を国家として訴追しており、現在でもナチ・ハンターによる戦犯捜索が続けられている。
ドイツ国内でも裁判は続いているが被告の高齢は顕著となっている。2021年にはシュトゥットホーフ強制収容所で秘書を務めていた96歳の女性は、告訴されたが出廷を拒否。また、ザクセンハウゼン強制収容所の看守を務めていた100歳の男性は、公判に出廷したものの証言を拒否した。

### ネオナチ
ナチス党が崩壊した後も、世界各地にはナチズムを受け継ぐと称した団体が多く存在している。また、ホロコースト否定など、ナチス・ドイツにおける犯罪を否定する動きも根強く残っている。
アメリカにおいては1953年に海軍中佐ジョージ・リンカーン・ロックウェルがアメリカ・ナチ党を結成した。これは1960年代にその党勢が最高潮に達し、多くの法的機関が党の危険性を警告したが、言論の自由を重視する世論によって、党の解散を免れその存在の継続が認められた。しかし、ロックウェルが暗殺されると「国民社会主義白人党」と改称し、その会員の大部分と財源の多くを失った。また分派としてアメリカ国民社会党などが存在した。